# Królestwo Wizygotów
Królestwo Wizygotów (łac. Regnum Visigothorum) – stosowana w historiografii nazwa państwa istniejącego na terenach Półwyspu Iberyjskiego i Galii od V do VIII wieku. Państwo to powstało na terenach zajmowanych wcześniej przez Cesarstwo zachodniorzymskie w wyniku wielkiej wędrówki ludów. Dzieje tego państwa odegrały istotną rolę w historii Hiszpanii i Portugalii, jak i całej zachodniej Europy. Kres istnieniu monarchii wizygockiej położyli muzułmanie w czasie podbojów arabskich.

## Tło
Na początku V wieku Hiszpania była pod każdym względem integralną częścią Cesarstwa Rzymskiego. Większość jej mieszkańców była ortodoksyjnymi chrześcijanami, posługiwała się łaciną lub jej lokalnymi, zwulgaryzowanymi odmianami, a ich kultura była mocno lub nawet całkowicie zromanizowana. Elity społeczne, mieszkańcy miast i ludzie kościoła uważali się za takich samych Rzymian, jak na przykład mieszkańcy Italii.
Początek V wieku przyniósł ze sobą wydarzenia, które miały zapoczątkować kres rzymskiej Hiszpanii, jak i wydatnie przyczynić się do upadku całej zachodniej części Cesarstwa. W 407 roku legiony stacjonujące w Brytanii ogłosiły cesarzem jednego ze swoich dowódców, Konstantyna. Powodem takiej decyzji legionów był między innymi fakt najazdów barbarzyńców na Galię i brak zdecydowanej reakcji ze strony Rzymu. Latem 407 roku Konstantyn na czele wojsk brytyjskich przeprawił się do Galii, która od końca 406 roku była wydana na pastwę federacji plemion barbarzyńskich, w skład której wchodzili przede wszystkim Swebowie, Alanowie i Wandalowie. Rzymianie z Galii uznali Konstantyna za swojego władcę i podporządkowali się mu. Mimo problemów w walkach z prawowitym cesarzem Honoriuszem i barbarzyńcami Konstantynowi udało się opanować sporą część Galii, a w 408 roku wódz Konstantyna Geroncjusz wraz z cesarskim synem Konstansem zdobyli znaczną część rzymskiej Hiszpanii. Konstans powrócił do Galii, a na miejscu pozostał Geroncjusz, dowodzący hiszpańskimi wojskami Konstantyna III. Latem 409 roku stosunki między tym wodzem a jego dotychczasowym suwerenem znacznie się pogorszyły wobec czego Geroncjusz wypowiedział posłuszeństwo i ogłosił cesarzem niejakiego Maksyma.
Jesienią 409 roku główne siły Swebów, Alanów i Wandalów, o których pobycie w Galii wiadomo niewiele, przemieściły się w okolice Pirenejów – gór stanowiących naturalną granicę między Galią a Hiszpanią. Źródła podają, że 28 września lub, jak twierdzą inne, 12 października (możliwe jest również, że daty te oznaczają początek i koniec przeprawy) konfederacja Alanów, Wandalów i Swebów przekroczyła Pireneje. Rzymskie garnizony chroniące przełęczy nie stawiły żadnego oporu i barbarzyńcy bez przeszkód dostali się na tereny Półwyspu Iberyjskiego. Możliwe, że było to celowe działanie ze strony Konstantyna III, który chciał w ten sposób za jednym zamachem pozbyć się kłopotliwych barbarzyńców i zaszkodzić rywalom w osobach Geroncjusza i Maksyma.
Wandalowie, Swebowie i Alanowie próbowali najprawdopodobniej dojść do porozumienia z administracją rzymską, chcąc w zamian za utrzymanie zaoferować Rzymianom swoje wojskowe talenty. Siła militarna cesarstwa od dłuższego czasu opierała się na zaciągu barbarzyńców, czy to jako pojedynczych żołnierzy, czy jako całych oddziałów. Wewnętrzne problemy polityczne, gospodarcze i społeczne znacząco osłabiły Rzym, a tymczasem oddziałów barbarzyńskich przybywało. Wobec braku pieniędzy (a często i ochoty) na zaciąg barbarzyńców do wojska, grupy te radziły sobie same, utrzymując się głównie z grabieży. Tak też było z Alanami, Swebami i Wandalami, którzy zaraz po wkroczeniu do Hiszpanii zaczęli intensywnie łupić tutejsze prowincje. Skala ich działalności według Orozjusza i Hydacjusza, autorów dwóch najważniejszych źródeł dla tego okresu, była tak duża, że wywołali w ten sposób powszechny głód, a w jego wyniku dochodzić miało nawet do przypadków kanibalizmu.
Po krótkim, acz obfitującym w tragiczne dla miejscowej ludności wydarzenia czasie, doszło prawdopodobnie do jakiejś formy ugody między barbarzyńcami a administracją rzymską. Nie była to jednak prawowita władza, bo od 408 roku rządy w Hiszpanii sprawował Geroncjusz i Maksym, którego wódz ten ogłosił cesarzem. Uzurpatorzy liczyli prawdopodobnie na pomoc militarną barbarzyńców w walkach przeciwko rywalom do cesarskiego tytułu. W 411 roku znaczące sukcesy zaczął odnosić prawowity cesarz Honoriusz. Udało mu się rozbić i pojmać Konstantyna III, a także odzyskać część Galii. Geroncjusz tymczasem zginął zamordowany przez swoich żołnierzy. Pozbawiony wojskowego protektora Maksym porzucił Barcelonę i Tarragonę i zbiegł do swych nowych sojuszników – Wandalów i Alanów. Mimo tych sukcesów administracji Honoriusza udało się ogarnąć chaos panujący na ziemiach galijskich i hiszpańskich dopiero w okolicach 416 roku. Rzymianie nie osiągnęli tego sukcesu sami, znaczącą role odegrała bowiem militarna pomoc innej grupy barbarzyńców zwanej Wizygotami.

## Wizygoci

### Pochodzenie
Istnieje wiele teorii na temat pochodzenia i etnogenezy grupy, którą w historiografii nazywa się Wizygotami. Teorie te różnią się od siebie nie tylko co do szczegółów. Problem ten dotyczy wszystkich plemion barbarzyńskich, które od V wieku zaczęły działać na terenie Cesarstwa Rzymskiego. Starsze teorie zakładały, że plemiona germańskie były plemionami w pełni tego słowa znaczeniu. To znaczy, że ich członkowie mieli wspólną historię, pochodzenie, poczucie odrębności etnicznej i wspólnoty interesów. Wizygoci mieli być, w myśl takiego toku rozumowania, jednym z odłamów Gotów, którzy na przełomie er mieli wyruszyć ze swych pierwotnych siedzib (współczesna kraina Götaland w Szwecji) na południowe wybrzeże Bałtyku. Stamtąd natomiast, przesuwając się stopniowo wzdłuż Wisły na południowy wschód, Goci mieli osiągnąć tereny współczesnej Ukrainy, Rumunii i Mołdawii. Tam w III lub IV wieku miało dojść do podziału na Wizygotów, którzy osiedlili się nad Dunajem, i Ostrogotów, którzy osiedli na ukraińskich stepach.
Późniejsi historycy, zwłaszcza wywodzący się z tzw. szkoły wiedeńskiej, krytykowali taki opis pochodzenia Wizygotów jako zbyt uproszczony i anachroniczny. Według nich same nazwy „Wizygoci” i „Ostrogoci” są anachronizmami. W tekstach źródłowych spisywanych w VI i VII wieku na terenie Italii i Hiszpanii określenia takie nie padają, a obie grupy nazywano po prostu Gotami. We wcześniejszych, rzymskich źródłach z IV wieku mówi się o dwóch konfederacjach plemiennych dominujących nad północ od Dunaju: Terwingach i Greutungach. Starsze teorie głosiły, że Wizygoci byli Terwingami, a Ostrogoci Greutungami, ale współcześnie uważa się, że były to nazwy różnych ludów połączonych w większe obozy i choć na pewno byli wśród nich liczni Goci, to nie brakowało również przedstawicieli innych grup, w tym także niegermańskich.
Współcześni historycy zwracają również uwagę, że terminu „wędrówka ludów” nie należy rozumieć dosłownie. Nie migrowały wówczas bowiem całe plemiona czy grupy etniczne, ale jedynie ich część, co potwierdzają świadectwa z epoki. W świetle nowych badań wydaje się, że wędrujące grupy, które wkroczyły w V wieku na tereny Cesarstwa Rzymskiego, były raczej grupami wojowników szukających w Cesarstwie szansy na podniesienie swojego statusu materialnego i społecznego. Nie bez znaczenia było również to, że ze wschodu nadciągali wówczas Hunowie; wielu przedstawicieli barbarzyńskich ludów Europy liczyło na schronienie przed nimi w granicach Imperium. Fakt, że grupy te wędrowały z rodzinami, wcale nie przeczy tej teorii, gdyż wojska rzymskie w omawianym okresie również gdy wyruszały w pole, zabierały ze sobą rodziny żołnierzy. Napływ wojowników z nierzymskich terytoriów nie był w V wieku czymś nowym. Już wcześniej bowiem do wojsk cesarskich zaciągano zarówno pojedynczych wojowników barbarzyńskich, całe oddziały, a nawet ludy, które na zasadzie federacji dostawały pozwolenie na osiedlenie się w granicach rzymskich. Wielu barbarzyńców, w tym „Wizygotów”, łączyło z Rzymianami wyznawanie tej samej religii – chrześcijaństwa.
Pozostaje jednak pytanie, dlaczego skutki migracji barbarzyńców w V wieku były tak różne od tych z poprzednich dziesięcioleci. Powodów mogło być kilka. Po pierwsze, zaważyć mogła większa niż wcześniej liczba barbarzyńców. Ocenia się, że grupa „Wizygotów”, która za zgodą Rzymian przekroczyła Dunaj, liczyła od 30 do 40 tysięcy ludzi. Po drugie, polityka władz rzymskich wobec przybyszów bardzo sprzyjała procesowi rodzenia się poczucia wspólnoty, a zarazem odrębności od otoczenia. Rzymianie traktowali bowiem barbarzyńców jak najemnych żołnierzy i w takiej roli ich widzieli. Barbarzyńcy mieli być stale pod bronią, gotowi na każdy rozkaz cesarski włączyć się do walk. Dla ułatwienia komunikacji narzucano takim grupom jednego wodza, który miał pośredniczyć w kontaktach z władzami. Cesarze w braku powiązań barbarzyńców z arystokracją rzymską czy to lokalną, czy dworską, widzieli olbrzymi atut. Starali się więc izolować barbarzyńców od wszelkich kontaktów. W wyniku tej polityki stworzono społeczności wojskowe, przyzwyczajone do przywództwa, wyobcowane w stosunku do otoczenia (często zresztą wrogiego) zjednoczone wspólnym interesem. Zdaniem współczesnych teorii na temat pochodzenia i etnogenezy Wizygotów te właśnie procesy zaszły w czasie pobytu barbarzyńców znad Dunaju na Bałkanach. Innymi słowy na tereny cesarstwa nie przybyła jakaś jedna konkretna grupa etniczna czy plemię, choć pewne jest, że wśród przybyłych przeważali Goci. To służba Rzymowi uczyniła z odmiennych pod względem pochodzenia barbarzyńców, „Wizygotów”.

### Początki
Wizygoci pochodzili z różnych, przeważnie germańskich ludów, określających się mianem Gotów, które zamieszkiwały na północ od Dunaju. Do pierwszych konfliktów tych ludów z Rzymianami doszło już w połowie III wieku, kiedy to barbarzyńcy przekroczyli rzekę i odnieśli zwycięstwo nad armią cesarza Decjusza w 251 roku. Potem pozostali na terenach cesarstwa przez około 20 lat, zajmując się głównie wyprawami łupieżczymi na okoliczne rzymskie miasta i osiedla. Kres chaosowi na tych terenach położyli dopiero Klaudiusz II Gocki (268–270) oraz Aurelian (270–275). Inne plemiona gockie w mniej więcej podobnym czasie stworzyły silną federację na terenach dzisiejszej Ukrainy. W historiografii określa się ich mianem Ostrogotów. Zachodni Goci i ich sojusznicy tymczasem wycofali się za Dunaj i tam osiedlili, sporadycznie zagrażając ziemiom cesarstwa. Sytuacja zmieniła się diametralnie w latach 70. IV wieku, kiedy to uciekinierzy ze wschodu przynieśli informacje o zbliżających się Hunach, którzy zdążyli już rozbić gocką federację na terenie współczesnej Ukrainy. Wieści o niebezpieczeństwie i dołączenie do naddunajskich Gotów części ich krewniaków ze wschodu, miało sprawić, że tym razem chęć przekroczenia Dunaju wyraziła znacznie większa liczba barbarzyńskich wojowników. Na podstawie ich działań wydaje się jednak, że nie planowali oni podboju ani żadnych wrogich działań w stosunku do Rzymu a szukali raczej ochrony i okazji do służby w wojsku. W 376 roku cesarz Walens wyraził zgodę na przeprawę i barbarzyńcy znaleźli się na terenie Cesarstwa.
Tu jednak, według źródeł, mieli paść ofiarą nieuczciwych urzędników rzymskich, którzy nie wywiązywali się z umowy i nie dostarczali pożywienia przybyszom. Doprowadziło to do buntu barbarzyńców i otwartego wystąpienia przeciwko cesarstwu. Cesarz Walens osobiście wyruszył przeciwko buntownikom, ale w 378 roku zginął w zakończonej klęską Rzymian bitwie pod Adrianopolem. Barbarzyńcy zostali wówczas panami znacznej części wschodniej części Półwyspu Bałkańskiego. Teodozjusz, który objął tron po Walensie, stopniowo opanowywał jednak sytuację, zmuszając kolejne grupy barbarzyńców do zawierania ugody. Na jej mocy byli oni dołączani do armii cesarskiej. Barbarzyńscy byli wykorzystywanie przez Teodozjusza do licznych wojen domowych, przeciw jego kontrkandydatom do cesarskiej purpury. Między 388 a 394 rokiem dowództwo nad większością bałkańskich barbarzyńców służących w armii cesarskiej objął Alaryk (albo powierzono mu tę funkcję). Według późniejszych podań Alaryk miał pochodzić ze starożytnego, królewskiego rodu Baltów, co wydaje się raczej legendą, mającą legitymizować pozycję jego i jego potomków.
Po śmierci Teodozjusza Alaryk próbował wykorzystać konflikty między Konstantynopolem i Rzymem. Chciał w ten sposób zabezpieczyć własną pozycję oraz zapewnić żołd i utrzymanie swoim żołnierzom. Wobec oporu ze strony Rzymu powiódł w 408 roku swoje wojska do Italii. Mimo tej demonstracji władze zachodniej części cesarstwa pozostały nieugięte i w 410 roku armia Alaryka złupiła Rzym. Wydarzenie to wywołało wstrząs w całym cesarstwie, ale nie miało jakichś poważniejszych, bezpośrednich następstw bo następca Alaryka, Ataulf, wyprowadził Wizygotów z Italii do Galii. Sytuacja panująca w tym regionie była dla Wizygotów bardzo korzystna, ponieważ nie istniały tam większe zgrupowania wojsk rzymskich, a żaden z istniejących oddziałów nie składał się z samych Rzymian.

## Galia
Gdy Wizygoci znaleźli się w Galii, Ataulf rozpoczął negocjacje z miejscowym uzurpatorem, Jowinem. Gdy jednak okazało się, że ten nawiązuje współpracę z Sarusem, gockim dostojnikiem, który był osobistym wrogiem Ataulfa, wódz Wizygotów zerwał rozmowy i zabił Sarusa. Gniew Atulfa został spotęgowany, gdy Jowin mianował swego brata, Sebastiana, współrządcą. Ataulf nawiązał wówczas kontakty z Honoriuszem. Sprzymierzeni z prawowitym cesarzem Wizygoci uderzyli na siły Jowina. Zostały one rozbite, a do niewoli gockiej dostał się Sebastian, którego oddano w ręce administracji cesarskiej. Potem Ataulf ruszył na Valence, gdzie schronił się Jowin. Miasto zostało zdobyte w 413 roku, a uzurpatora odesłano do Narbo, gdzie władze rzymskie wykonały egzekucję.
Pomoc, jakiej Ataulf udzielił Honoriuszowi, sprawiła, że stosunki między Rzymem a Wizygotami uległy poprawie i doszło do zawarcia sojuszu. W 413 roku Ataulf poślubił przyrodnią siostrę cesarza, Gallę Placydię, którą Alaryk uprowadził, gdy Wizygoci zdobyli Rzym. Cesarstwo przyznało Wizygotom dwie trzecie rzymskich posiadłości w Galii. Poświadczają to różne źródła, ale nie jest do końca jasne, co sformułowanie to oznaczało w praktyce. Wydaje się raczej, że nie chodziło tu o zmianę własności, bo takich działań nigdy nie podejmowano w cesarstwie na tak dużą skalę. Być może chodziło tu o przekazanie Wizygotom dwóch trzecich podatków z tych terenów. Tej wersji nie poświadczają jednak inne dokumenty. Możliwe także, że chodziło tu faktycznie o fizyczny podział gruntów, ale rzecz dotyczyła tylko wybranej części Galii. W innym bowiem wypadku trudno sobie wyobrazić, co pchnęło Gotów do masowego porzucania majątków w Galii i przeniesieniu się w ostatniej dekadzie V wieku do Hiszpanii.
W 413 roku Ataulf podporządkował sobie Narbonę i Tuluzę. Sojusz z Wizygotami, zważywszy na ich ekspansywność i żywiołowość, był więc dla Rzymian bardzo trudny. Wobec bezczelności gockich poczynań rzymski generał Konstancjusz zarządził blokadę galijskich portów na Morzu Śródziemnym. W odpowiedzi na to Ataulf obwołał w 414 roku Pryskusa Attalusa cesarzem. Blokada zastosowana przez Konstancjusza okazała się jednak skuteczna i Ataulf został zmuszony do wycofania się do Barcelony. W 415 roku został zamordowany przez spiskowców, na czele których stał Sigeryk. Spiskowcy nie cieszyli się jednak władzą zbyt długo, gdyż już tydzień później Sigeryk sam padł ofiarą morderstwa a władzę nad Wizygotami objął Walia. Nowy władca zawarł pokój i przymierze z Honoriuszem, na mocy którego Wizygoci w zamian za służbę wojskową dostaną utrzymanie i kwaterunek w Akwitanii. Walia odesłał też cesarzowi Gallę Placydię.
Początki długotrwałej obecności militarnej Wizygotów na terenie Hiszpanii datuje się właśnie na panowanie Walii, który na rozkaz cesarstwa często wyprawiał się na Półwysep Iberyjski w celu walki ze Swebami, Wandalami i Alanami, którzy destabilizowali te tereny i próbowali tu zakładać własne państwa. W 416 roku Wizygoci podjęli pierwszą duża kampanię w Hiszpanii, a ich celem byli Silingowie i Alanowie. Do 418 roku Walia pokonał wyznaczonych wrogów, ale Swebowie i Hasdingowie zostali zostawieni w spokoju. Do 419 roku udało im się pokonać także resztki zwolenników uzurpatora Maksyma. W 419 roku, prawdopodobnie na rozkaz magistra militium Konstancjusza, wycofano Gotów z Hiszpanii i osiedlono ich w Akwitanii. Konstancjusz obawiał się być może tego, że Wizygoci zajmą miejsce pokonanych barbarzyńców, a Rzym nic na tym nie zyska. Przesiedlenie do Akwitanii na mocy nowego układu mogło być też efektem rosnącego zagrożenia tej ważnej prowincji ze strony bagaudów, terroryzujących tereny na północ od Loary.

## Hiszpania
W międzyczasie ustabilizowała się sytuacja w Hiszpanii. Silignowie zostali rozbici i źródła więcej o nich nie wspominają. Wyprawa Walii nie zaszkodziła Swebom, którzy osiedli na północnym zachodzie półwyspu. Niedobitki Alanów schroniły się u zaś u Hasdingów. Hasdingowie wykorzystali fakt, że cesarstwo zarzuciło plan odzyskania Hiszpanii rękoma Gotów i zajęli znaczną część Półwyspu Iberyjskiego. W 422 roku wysłano z Italii armię cesarską w celu przeciwstawienia się postępom Wandalów. Wojskom rzymskim towarzyszyć miały siły wizygockie, ale następca Walii, Teodoryk I, nie dbał tak bardzo jak jego poprzednik o sojusz z Rzymem. Prawdopodobnie to za jego pozwoleniem wojska gockie nie połączyły się z rzymskimi. Osamotniona armia cesarska została pobita w Betyce i zmuszona do odwrotu. Po tej kampanii bezpośrednie rządy cesarskie w Iberii ograniczały się do prowincji Tarraconensis oraz ziem nad rzeką Ebro.
Tarcia wewnętrzne sprawiły, że nie podejmowano więcej prób odbicia półwyspu, którego niekwestionowanymi władcami byli teraz Wandalowie. W 427 roku wybuchła wojna domowa między Bonifacym, namiestnikiem Afryki, a Feliksem, magistrem militium Italii. Bonifacemu udało się pokonać pierwszą ekspedycję przeciwnika, ale zagrożenie atakiem istniało nadal, w związku z czym namiestnik rzymskiej Afryki zawarł przymierze z Gejzerykiem, królem Wandalów, na mocy którego zezwalał im na osiedlenie się na kontrolowanych przez siebie terenach. W wyniku późniejszych wydarzeń Bonifacy zginął, a Wandalowie, korzystając z okazji, podbili część rzymskiej Afryki, dobywając w 439 roku Kartaginę. W Hiszpanii po wycofaniu się Hasdingów jedyną realną siłą byli Swebowie, którzy nie byli w stanie narzucić swej władzy całemu półwyspowi. Za rządów Rechili (438–448) i Rechiariusa (448–455) udało im się jednak opanować większość jego zachodniej części.
W latach 30. i 40. V wieku rząd cesarski był skupiony na utrzymaniu Italii, południowej Galii i Tarraconensis. Na horyzoncie pojawili się Hunowie, których najazd na Galię podkopał autorytet Aecjusza. W wyniku spisków dworskich został on w 454 roku zamordowany przez cesarza. Rok później zamordowany został sam cesarz. Swebowie chcąc wykorzystać chaos na szczytach rzymskiej władzy najechali Carthaginiensis. Cesarstwo zaproponowało ugodę, ale została ona odrzucona przez barbarzyńców, którzy najechali również Tarraconensis. Tymczasem cesarzem po Walentynianie III został galijski arystokrata, Awitus, który zawdzięczał swą pozycję poparciu Wizygotów. Chcąc odzyskać bezpośrednią kontrolę nad Galią nakłonił wizygockiego króla, Teodoryka II do wyprawy przeciw Swebom na Półwysep Iberyjski.

## Podbój Półwyspu Iberyjskiego
Jesienią 456 roku król Wizygotów Teodoryk przekroczył Pireneje i ruszył na Galicję na czele olbrzymiej armii złożonej z Gotów i Burgundów. Rechiar przeprowadził mobilizację i ze znaczną swebską armią wyruszył przeciwko Teodorykowi. Do spotkania obydwu armii doszło 5 października nad rzeką Órbigo w pobliżu Astorga. Goci rozbili Swebów zabijając wielu z nich, a resztę zmuszając do odwrotu. Rechiar, ścigany przez Gotów, uciekł na wybrzeże, do Porto. Teodoryk 28 października zdobył i złupił Bragę. Król Swebów wpadł w ręce Teodoryka, gdy próbował uciec z Porto na pokładzie statku. W grudniu 456 roku został zamordowany przez Gotów. Wojna w Galicji jednak trwała, a Goci wycofali się dopiero w 459 roku, na wieść o działaniach Majoriana, nowego cesarza rzymskiego. W czasie odwrotu Wizygoci złupili Astorga, Palencię i wiele innych twierdz i miast.
Kampania Teodoryka rozbiła państwo Swebów, które wprawdzie ocalało, ale w ograniczało się tylko do północnej Luzytanii i Galicji. Śmierć Rechiara oznaczała koniec dotychczasowej dynastii i między poszczególnymi wodzami swebskimi doszło do walk o władzę. Po wydarzeniach z 456 roku Wizygoci zajęli większość ziem Półwyspu Iberyjskiego. Pod bezpośrednią kontrolą cesarstwa znajdowały się tylko wybrzeża prowincji Tarraconensis oraz część doliny Ebro. Jednak i te ziemie miały wkrótce przypaść Wizygotom. W 466 roku Teodoryk został zamordowany przez swojego brata Euryka, który rozpoczął proces podboju ostatnich rzymskich posiadłości na Półwyspie Iberyjskim.
Mimo ekspansji za Pirenejami, najważniejsze dla Wizygotów były nadal ich galijskie posiadłości. Główną siedzibą dworu i króla była Tuluza. Wykorzystując słabnącą władzę cesarską Wizygoci zajmowali kolejne rzymskie ziemie w Galii. W latach 60. i 70. V wieku Euryk zajął Prowansję, a w 474 roku cesarstwo oddało mu Owernię. Około 480 roku wizygockie posiadłości w Galii rozciągały się po Loarę i Rodan. Na Półwyspie Iberyjskim poza kontrolą Euryka znajdowała się jedynie Galicja i część Luzytanii. W 484 roku Euryk zmarł, a tron po nim objął Alaryk II. Źródła podają, że to właśnie za jego rządów doszło do osiedlenia się znacznej liczby Gotów w Iberii, choć nie potwierdzają tego badania archeologiczne. Dwór królewski pozostał jednak w Tuluzie, a gdy w 493 roku Alaryk pojął za żonę córkę Teodoryka, króla Ostrogotów, który kontrolował Italię, interesy Wizygotów były jeszcze bardziej skupione na Galii.
Historycy nie są pewni co do tego, jaki charakter miało osadnictwo Gotów. Goci mogli być tylko okupującą armią, skoszarowaną w specjalnych obozach lub miastach, utrzymującą się z opłat lokalnej ludności rzymskiej. Możliwe jest jednak także, że dokonali podziału części ziem zajmowanych przez arystokrację rzymską i utrzymywali się z tych właśnie majątków. Wątpliwości dotyczą także struktury społecznej Wizygotów. Nie wiadomo bowiem, czy Goci byli tylko wojownikami (lub wojownikami i posiadaczami ziemskimi) czy też istniały niższe warstwy zajmujące się obok walki uprawą roli lub też hodowlą.
Koncentracja Gotów na ich galijskich sprawach była zapewne jedną z przyczyn chaosu, jaki zapanował na Półwyspie Iberyjskim pod koniec V wieku. Źródła podają, że doszło wówczas do kilku „tyranii”. Prawdopodobnie pod tym określeniem kryją się próby poszczególnych wodzów lub arystokratów rzymskich, chcących stworzyć swoje niezależne władztwa. Consularia wymieniają niejakiego Burdunellusa, którego uzurpacja miała mieć miejsce w 496 roku, najprawdopodobniej w jednym z miast leżących w dolinie Ebro. Później w 506 roku podobną próbę miał podjąć Piotr w Dertosie. Zapewne takich prób było więcej, ale z powodu szczupłości materiałów źródłowych wiemy tylko o tych dwóch przypadkach. Większa ilość uzurpacji jest bardzo możliwa, co pokazuje przykład Galii, gdzie odnotowano wiele takich wydarzeń.

## Frankowie
Tymczasem w Galii po śmierci dyktatora Rycymera w 472 roku lokalni przywódcy opanowali większość terenów leżących na północ od Loary i mocno dawali się we znaki Wizygotom. Rozczłonkowanie regionu i zanik struktur administracyjnych na tych terenach dawał Frankom, kolejnej germańskiej federacji, idealne warunki do ekspansji. Zajęli oni ziemie leżące na zachód od dolnego biegu Rodanu, gdzie osiedlili się w połowie IV wieku. Jeden z licznych frankijskich wodzów, Chlodwig, pokonał w 486 roku Sjagriusza, ostatniego z rzymskich niezależnych władców w północnej Galii. W rezultacie tego podboju ziemie opanowane przez Merowingów zaczęły sąsiadować z zajętą przez Wizygotów doliną Loary.
Merowingowie nie uderzyli jednak na Gotów, skupiając się najpierw na Alamanach, których zepchnęli dalej na wschód, a potem na Burgundach, odbierając im część ziem nad Rodanem. Ekspansywne zapędy królestwa Franków próbował zatrzymać ostrogocki król Teodoryk, ale mimo jego interwencji i prób mediacji doszło do wojny wizygocko-frankijskiej. W 507 roku Chlodwig wraz ze swoimi burgundzkimi sojusznikami najechali galijskie posiadłości Alaryka II, który był wówczas królem Wizygotów. Główną bitwą konfliktu było starcie pod Vouillé w pobliżu Poitiers. Wizygoci ponieśli klęskę, a Alaryk zginął. Chlodwig zajął tradycyjną siedzibę królów, Tuluzę, a jego oddziały dotarły aż do Barcelony. Ostateczny upadek królestwa Wizygotów wydawał się przesądzony, ale dzięki interwencji Teodoryka ostrogockiego nie doszło do całkowitej klęski. W 508 roku Ostrogoci najechali Prowansję, zmuszając Chlodwiga do opuszczenia Iberii i Septymanii. Septymania była jedyną częścią gockich posiadłości w Galii, którą udało się utrzymać Wizygotom.

## Kryzys
Klęska z 507 roku wstrząsnęła państwem Wizygotów i w zasadzie przetrwało ono tylko dzięki interwencji Ostrogotów. Kryzys był tym większy, że była to organizacja państwowa oparta na bardzo nielicznej elicie i rodzinie królewskiej. Posłuch i prestiż elity rządzącej w bardzo dużej mierze zależał od militarnego powodzenia jej przedstawicieli. Spektakularna klęska w jednej bitwie, taka jak ta pod Vouille, mogła być przyczyną rozpadu całego państwa, nawet takiego, które uchodziło za lokalne mocarstwo (tak było choćby w przypadku państwa Wandalów). Wizygotom udało się jednak przetrwać, wybrać nowego władcę, a nawet aktywnie przeciwstawiać się Frankom. Możliwe, że była to zasługa procesu osiedlania się Wizygotów na Półwyspie Iberyjskim, dzięki czemu utrata posiadłości w Galii nie była aż tak dotkliwa.
Królem obrano Gesalika, nieprawego syna Alaryka II. Decydujący głos w sprawach zarówno wyboru króla, jak i polityki Wizygotów miał ich sojusznik i wybawiciel, król Ostrogotów Teodoryk. Między innymi z tego powodu panowanie Gesalika było krótkie. Po tym, jak w 511 roku utracił na rzecz Burgundów Narbonę, został wygnany do Afryki. W 513 roku próbował wprawdzie powrócić i odzyskać władzę, ale został rozbity przez jednego z wodzów Teodoryka, Ibbę. Amalryk, legalny syn Alaryka II, był jeszcze nieletni, dlatego też państwem Wizygotów rządzili wówczas najprawdopodobniej namiestnicy mianowani przez króla Ostrogotów. Amalryk objął rządy dopiero w 522 lub 523 roku.
Amalryk zdawał sobie sprawę, że głównym zagrożeniem dla jego państwa są Frankowie. Chcąc zneutralizować niebezpieczeństwo pojął za żonę córkę Chlodwiga, Klotyldę. Mariaż ten nie przyniósł jednak oczekiwanych rezultatów, gdyż w 531 roku doszło do wybuchu nowej wojny między Wizygotami a Frankami. Przyczyny konfliktu nie są do końca znane, ale według Grzegorza z Tours powodem była próba zmuszenia Klotyldy do zmiany wyznania z katolickiego na ariańskie. Niezależnie od powodów doszło do walk, które ponownie zakończyły się porażką Wizygotów, a pokonany Amalryk został zamordowany w Barcelonie. Jego śmierć oznaczała koniec dynastii zapoczątkowanej przez Alaryka. Królem obwołano Ostrogota Teudisa, przybocznego Amalryka. Nowemu władcy udało się odnieść zwycięstwo nad Frankami i powstrzymać ich ekspansje na ziemie wizygockie. Teudis utracił jednak na rzecz Bizancjum Ceutę, przyczółek do ekspansji w północnej Afryce.

## Sytuacja w Hiszpanii
Panowanie Teudisa potwierdza istnienie świadomości gockiej zarówno wśród Ostrogotów, jak i Wizygotów. Kolejnym dowodem stwierdzającym słuszność tej teorii może być historia Eutaryka. Miał on pochodzić z rodu królewskiego rządzącego Gotami wschodnimi w okresie najazdu Hunów. W 507 roku został sprowadzony przez Teodoryka do Italii, gdzie poślubił jego córkę Amalasuntę, co miało na celu połączenie obydwu królewskich dynastii. Wydaje się jednak, że Ostrogoci nie byli stale obecni w Hiszpanii. Źródła podają, że Teudis utworzył własną armię, złożoną z niewolników należących do rodziny jego żony, iberorzymskiej arystokratki. Teudis zapisał się w historii państwa Wizygotów również jako prawodawca, a zbiór tych praw jest jedynym, który przetrwał w całości do dzisiejszych czasów. Dokument ten opublikowano w Toledo, które w czasach przed panowaniem Wizygotów było niewiele znaczącym prowincjonalnym miasteczkiem; za panowania Teudisa stało się zaś główną siedzibą króla i dworu.
W czasie panowania ostrogockiego monarchy doszło, na szerszą skalę, do mieszanych małżeństw między arystokracją rzymską a przedstawicielami najważniejszych rodów Wizygockich. Wydaje się, że to wówczas rozpoczął się proces dołączania elit wizygockich do grona wielkich posiadaczy ziemskich. Dawne posiadłości cesarskie, wraz z przypisanymi doń niewolnikami, zostały prawdopodobnie przejęte przez króla i jego rodzinę, ale nie wiadomo, jak duże były to majątki. Administracja gocka potrzebowała do skutecznego działania współpracy z wykształconymi, rzymskimi elitami. W celu skłonienia ich do służby królowie nadawali im urzędy, honorowe tytuły i zapewniali rozliczne korzyści materialne.
Paradoksalnie, okrojenie królestwa Wizygockiego do Półwyspu Iberyjskiego i Septymanii było korzystne dla jego obronności. Państwo było wprawdzie mniejsze, ale posiadało bezpieczniejsze, naturalne granice. Z drugiej jednak strony nowe położenie ograniczało możliwości ekspansji. Po utracie na rzecz Bizancjum przyczółka w Ceucie, Wizygoci w zasadzie zaniechali prób rozszerzania swoich posiadłości poza Iberią. Miało to swoje konsekwencje w postaci zmniejszenia dóbr królewskich, którymi można by nagradzać wiernych stronników i pozyskiwać nowych. Doprowadziło to do spadku autorytetu monarszego wśród gockiej arystokracji. Był to jeden z głównych czynników, obok wygaśnięcia dynastii Alaryka, który spowodował zmianę sposobu przekazywania władzy. Od panowania Teudisa monarchą zostawało się w drodze elekcji, przeprowadzanej przez najpotężniejszych arystokratów i być może dostojników kościelnych. Poważnymi kandydatami do objęcia tronu byli tylko inni arystokraci, co prowadziło do rywalizacji między najwyższymi warstwami społeczeństwa oraz w zasadzie uniemożliwiało powstanie dynastii.

## Interwencja Bizancjum
W 548 roku Teudis został zamordowany, a przyczyny tego spisku pozostają po dziś dzień niewyjaśnione. Nowym władcą wybrano Teudegizela, który zdobył sobie sławę zwyciężając Franków w czasie podjętej przez nich próby najazdu na Tarraconensis. Teudegizel niedługo jednak cieszył się koroną królewską, bo już w 549 roku został zamordowany podczas uczty w Sewilli. Według relacji Izydora z Sewilli przyczyną zamachu było uwiedzenie przez monarchę żon wpływowych możnych. Nie wiadomo, czy Agila, który objął władzę po Teudegizelu, był zamieszany w spisek.
Nie wiadomo też, dlaczego wybrano go na króla i jaki fakt ten miał związek z wybuchem buntu w Kordowie. Istnieje tylko jedno źródło opisujące panowanie Agili, a i ono poświęca mu tylko krótki i nieuporządkowany chronologicznie opis. Tak czy inaczej próba stłumienia powstania w Kordowie zakończyła się klęską, w wyniku której Agila utracił nie tylko część majątku monarszego, ale także syna i poważanie wśród znacznej części gockiej arystokracji. Prawdopodobnie dlatego zaraz po wydarzeniach w Kordowie, około 550 roku, doszło do kolejnej rebelii, tym razem w Sewilli. Na czele buntowników stanął arystokrata o imieniu Atanagild. Zagrożony przez opozycję Agila zwrócił się z prośbą o pomoc do Rzymian. Justynian I, któremu niedawno udało się odzyskać część rzymskich posiadłości w Afryce, uznał to za pretekst do realizacji własnych planów. Prawdopodobnie chciał zając część Półwyspu Iberyjskiego, aby stworzyć w ten sposób bufor osłaniający rzymską Afrykę przed Wizygotami. W 551 roku armia rzymska wylądowała na południowym wschodzie półwyspu i błyskawicznie zajęła wiele miast na wybrzeżu i w głębi lądu, przynajmniej do Mediny-Sidoni. Na wieść o tym możni zamordowali króla. Nie przeszkodziło to jednak Rzymianom w utrzymaniu nowych nabytków. Centrum administracyjnym prowincji została Kartagena.
O panowaniu Atanagilda, którego po zamordowaniu Agili obwołano królem, wiadomo niewiele. Źródła podają, że przez większość rządów był zmuszony walczyć z Rzymianami na południu i choć udało mu się odnieść pewne sukcesy, to jego przeciwnicy zachowali większość terenów, które zdobyli. Atanagild, z powodu częstych wypraw przeciwko siłom cesarskim, rezydował nie w Toledo, a w Sewilli. Wiadomo również, że zawarł pokój z Frankami, a jego dwie córki, Brunhilda i Galswinta poślubiły królów merowińskich Sigeberta i Chilperyka. Galswinta została wprawdzie szybko zgładzona w wyniku wewnętrznych intryg dworu neustryjskiego, ale Brunhilda miała odegrać znaczącą rolę w historii merowińskich Franków. Atanagild zmarł w 568 roku. Był pierwszym wizygockim królem od 484 roku, który zmarł śmiercią naturalną.

## Leowigild
Po prawie półrocznym okresie bezkrólewia po śmierci Atanagilda nowym królem wybrano Liuwę. Ten, wbrew stosowanym dotychczas wśród Wizygotów zwyczajom, podzielił królestwo na dwie części. Sam osiadł na północy, w Narbonie, prawdopodobnie w celu walki z Frankami a resztę kraju, wraz z Toledo, oddał bratu, Leowigildowi. Przebieg kampanii prowadzonych przez Liuwę nie jest znany, wiadomo tylko, że zmarł między 571 a 573 rokiem. Po jego śmierci Leowigild objął władzę nad całym królestwem Wizygotów.

### Integracja i ekspansja
Źródeł opisujących czasy panowania Leowigilda jest, w porównaniu do jego poprzedników, całkiem sporo. Wiadomo, że Leowigild był bardzo aktywny jeśli chodzi o sprawy militarne a kampanie prowadzono praktycznie co roku i zazwyczaj kończyły się one sukcesem Wizygotów. Pierwsza wyprawa miała miejsce w 570 roku a jej celem była Bastania (Bastitania) oraz Malaga. Walki zakończyły się zwycięstwem sił Leowigilda, który już rok później odbił Medina-Sidonia, prawdopodobnie zabijając wszystkich jej obrońców. Później odzyskano Kordowę, którą utracono za czasów Agili. Oprócz tego Lewoigildowi udało się odnieść szereg mniejszych zwycięstw, w wyniku których oczyścił z sił rzymskich niemal całą dolinę Gwadalkiwiru. Rozprawiono się wówczas także z bandami terroryzującymi wsie i mniejsze osiedla. Źródła podają, że w 573 roku Wizygoci podbili region zwany Sabarią, ale historykom do dzisiaj nie udało się zidentyfikować tej nazwy z żadnym z terenów leżących na Półwyspie Iberyjskim. Wydaje się jednak, że chodzi tu o ziemie w pobliżu dzisiejszej Salamanki, co znaczyłoby, że Leowigild na jakiś czas przestał być aktywny militarnie na południu.
Mniej więcej w tym samym czasie dwaj synowie Leowigilda, Hermenegild i Rekkared zostali ogłoszeni consortes regni, czyli współrządcami. W 574 roku Wizygoci najechali Kantabrię, która prawdopodobnie była wówczas niezależna a rządziła tam lokalna, iberorzymska arystokracja skupiona w „senacie”. Najazd Leowigilda położył kres niezawisłości Kantabrii a wielu przedstawicieli miejscowej elity zginęło w walkach lub zostało pojmanych. Rok później Leowigild zaatakował krainę znaną jako Aregenses montes, identyfikowaną ze wschodnimi obrzeżami współczesnej prowincji Ourense. Ta kampania również zakończyła się sukcesem a Aspendius, miejscowy władca, został wzięty w niewolę wraz z całą rodziną. W 576 doszło do walk ze swebskim królem Miro, ale ich przebieg nie jest zbyt dobrze opisany. Wiadomo tylko, że w ich efekcie Miro zawarł układ z Leowigildem, na mocy którego zobowiązywał się do płacenia daniny. W 577 roku armia Wizygocka wkroczyła do regionu określanego przez kronikarzy jako Orospeda, gdzie zajęła wszystkie miasta i twierdze. Historycy wypracowali kilka hipotez na temat położenia tego regionu, ale żadna z nich nie uzyskała powszechnej akceptacji w środowisku naukowym. W wypadku tej kampanii nie wspomina się jednak o żadnym lokalnym rządzie lub władcy, możliwe jest więc, iż chodzi tu o część bizantyjskich posiadłości.
W ciągu sześciu lat nieprzerwanych wojen i wypraw Leowigild odzyskał część utraconych na rzecz Rzymian terenów i przywrócił oraz poszerzył panowanie Wizygockie na zachodnich ziemiach Półwyspu Iberyjskiego. Zlikwidował lokalnych władców, samorządy oraz bandy chłopskie, a także podporządkował sobie królestwo Swebów w Galicji i Luzytanii. W 578 roku wizygocki monarcha zawiesił swoją działalność militarną i poświęcił się budowie nowego miasta, które, według źródeł, miało nosić nazwę Reccopolis, na cześć Rekkareda. Wydaje się jednak, że informacja ta jest błędna i miasto miało nazywać się Rexopolis, czyli Miasto Króla.

### Bunt Hermenegilda
W 579 roku Hermenegild, rezydujący w Sewilli, zbuntował się przeciw ojcu. Tradycja podaje, iż bunt ten miał podłoże religijne i wynikał z tarć między arianami i katolikami. Wersja ta jest potwierdzana przez Kościół katolicki, który uznaje Hermenegilda za świętego i męczennika. Istnieje jednak szereg nieścisłości przeczących tej teorii. Zmodyfikowana doktryna ariańska, którą Leowigild chciał narzucić swoim poddanym, została opracowana dopiero w 580 roku. Źródła potwierdzają fakt przyjęcia katolickiego wyznania wiary przez Hermenegilda, ale część z nich datuje to wydarzenie dopiero na 582 rok, czyli już w trakcie buntu. Inna teoria głosi, że Hermenegild buntując się chciał stworzyć własne, niezależne władztwo na południu. Jest to jednak mało prawdopodobne ponieważ książę ten panował już nad południem i jako najstarszy syn Leowigilda był pierwszy w kolejce do tronu po ojcu.
Niezależnie od przyczyn buntu w 579 roku syn wystąpił przeciwko ojcu. Leowigild zareagował jednak dopiero w 583 roku. Być może postrzegał rebelię na południu jedynie mało groźną i liczył na to, że dojdzie do porozumienia z Hermenegildem. W 581 roku, zamiast ruszać na syna, wyprawił się przeciwko Baskom. Po walkach, w pobliżu regionu zamieszkiwanego przez Basków, założył nowe miasto o nazwie Victoriacum. Osiedlił tam pojmanych w czasie wyprawy ludzi, ale głównym zamysłem było zachęcenie Basków do osiadłego trybu życia. W 582 roku do Leowigilda prawdopodobnie doszły słuchy o możliwych kontaktach między Bizancjum a Hermenegildem. W obawie przed powtórzeniem się wydarzeń z 551 roku wizygocki król podjął przygotowania do wojny. W 583 roku jego wojska obległy Sewillę i zablokowały Gwadalkiwir aby uniemożliwić dostawy do obleganego miasta. Sewilla upadła rok później, ale Hermenegild zbiegł do Kordowy, skąd chciał dostać się na ziemie zajęte przez Rzymian. Został jednak pojmany, a po jego uwięzieniu poddały się wszystkie inne miasta i twierdze biorące udział w buncie. Hermenegild po schwytaniu został zesłany do Walencji.

### Frankowie i Swebowie
W 585 roku doszło do pierwszego od dłuższego czasu najazdu Franków na posiadłości Wizygotów za Pirenejami. Możliwe, że był to odwet za klęskę Hermenegilda lub spóźniona interwencja w jego interesie (Hermenegild był mężem Ingundy, córki króla Austrazji Sigeberta). Tej tezie zdaje się przeczyć fakt, iż najazdu dokonał władający Burgundią Guntram, ale z kolei na jej korzyść przemawiają okoliczności śmierci Hermenegilda. Został on bowiem zamordowany w Tarragonie, w czasie najazdu Franków. Prawdopodobnie opuścił Walencję i przez Tarragonę próbował zbiec do Franków. Został jednak rozpoznany i zabity, być może na zlecenie młodszego Rekkareda, który dzięki temu mógłby zostać uznany za jedynego następcę tronu. Sama inwazja frankijska zakończyła się zupełną klęską napastników. Rekkared, któremu powierzono zadanie obrony Narbonensis, powstrzymał Franków i przeprowadził kontratak, w wyniku którego zajął twierdzę Ugerum nad Rodanem.
Stłumienie rebelii Hermenegilda, pokonanie Franków i problemy Bizancjum z Bałkanami i wschodnimi prowincjami sprawiły, że Leowigild był w zasadzie niezagrożony i mógł realizować swoją politykę bez żadnych przeszkód. Ostatnie lata rządów poświęcił na likwidację resztek niezależności galicyjskich Swebów. Król Miro zmarł w 583 roku pod Sewillą, choć nie wiadomo o tym, by brał udział w walkach. Nie wiadomo również czemu i w jakim charakterze brał udział w wydarzeniach mających miejsce w czasie buntu Hermenegilda. Możliwe, że chciał wykorzystać szansę i uwolnić swoje państwo od zwierzchności Wizygotów, ale możliwe też, że przybywał na pomoc Leowigildowi jako jego poddany. Po śmierci Miro władzę objął jego syn Eboryk, ale w 584 roku został odsunięty od władzy przez możnego o imieniu Andeka. Dla Leowigilda był to znakomity pretekst do interwencji, występował bowiem w obronie swojego poddanego. W 585 roku Wizygoci najechali Galicję, pobili wojska swebskie i wzięli Andekę do niewoli. Miejscowe elity zbuntowały się przeciwko Leowigildowi, ale rebelia ta, prowadzona przez Malaryka, została szybko pokonana. Powszechnie przyjmuje się, że królestwo Swebów zostało wówczas włączone do państwa Wizygotów, bowiem od 585 roku znika ze źródeł.

### Podsumowanie
Król zmarł rok po podboju Galicji, a na następcę obrano jego syna, Rekkareda. Panowanie Leowigilda powszechnie uważa się za jeden z najlepszych okresów w historii państwa Wizygotów. Zjednoczył on kraj, likwidując niezależne od władzy królewskiej państewka, odbił część ziem zajętych przez Cesarstwo, powstrzymał napór Franków na Narbonensis oraz dokończył podbój państwa Swebów. Wielu historyków twierdzi, że to właśnie okres rządów Leowigilda należy uznać za cezurę między antyczną a średniowieczną Hiszpanią, gdyż na skutek zjednoczenia tych terenów i częstych kampanii wojennych doszło do zerwania z rzymską przeszłością tych terenów.
Sukcesy Leowigilda miały jednak i ciemne strony. Źródła zawierają przekazy o eliminowaniu band wiejskich, co dowodzi, że był to spory problem w czasach Leowigilda. Fakt, iż tak znaczna część mieszkańców prowincji uciekała się do takiego procederu, świadczy o zubożeniu ludności wiejskiej, przynajmniej w niektórych rejonach państwa Wizygotów. Leowigild poniósł również klęskę przy próbie religijnego zjednoczenia swoich poddanych. Wiedząc, iż podzielone religijnie społeczeństwo nie będzie w pełni zintegrowane, próbował narzucić swoją wersję arianizmu, zmodyfikowaną w taki sposób, aby była bliższa katolikom.

## Rekkared

### Konflikt wyznaniowy
W momencie objęcia władzy przez Rekkareda państwo Wizygotów znajdowało się w bardzo korzystnej sytuacji, było wewnętrznie scalone, bez poważnych wrogów zewnętrznych, a władza królewska była respektowana. Jednym z nielicznych, ale ważnych problemów, były kontrowersje religijne między arianami a katolikami, dwoma wyznaniami które współistniały w wizygockiej Hiszpanii. Kwestią sporną między nimi była nauka o Trójcy Świętej. Wizygoci w VI wieku w dużej części dochowywali wierności ariańskiej wierze swoich przodków, którzy przyjęli chrześcijaństwo pod wpływem wschodniego cesarstwa wówczas, gdy arianizm był tam dominującym poglądem. Wielu jednak wybierało katolicyzm, czego dowodzi przykład autora jednego z ważniejszych źródeł do badania dziejów Wizygotów – Jana z Biclar.
Rozłam religijny stał się w VI wieku poważnym problemem, czego dowodzi bunt Hermenegilda i poparcie go przez wiele regionów. Stało się tak prawdopodobnie pod wpływem pism kościoła afrykańskiego, które wówczas zaczęły napływać do Hiszpanii. Wcześniej bowiem większych sporów nie było. W 580 roku na synodzie w Toledo, pod auspicjami Leowigilda, przyjęto zmodyfikowaną wersję arianizmu, opierającą się na twierdzeniu o współwieczności i równości Syna Bożego. W przeciwieństwie do ortodoksji katolickiej, wizygocki kościół nie przypisywał takich atrybutów Duchowi Świętemu. W tej zmodyfikowanej formie doktryna ariańska była do przyjęcia dla części katolików, w tym także niektórych biskupów. Nie wiadomo, jak przedstawiały się proporcje liczbowe między wyznaniami, zarówno po, jak i przed reformą. Wydaje się jednak, że arian w porównaniu do katolików było niezbyt wielu a ich silna pozycja wynikała raczej z tego, że stanowili większość wśród ścisłej elity. Być może z tego powodu królowie obawiali się podjąć decyzję o zmianie wyznania, nawet tacy jak Leowigild, który dopiero pod koniec swojego panowania zaczął rozważać przyjęcie katolicyzmu. Jednocześnie jednak różnice religijne były największym problemem na drodze do pełnej unifikacji państwa i coraz więcej członków elity zdawało sobie z tego sprawę.

### Katolicyzm
W większości germańskich państw proces zmiany religii był długotrwały, a władcy podchodzili do sprawy bardzo ostrożnie, czasem nawet ostatecznej konwersji dokonywali dopiero ich następcy. Kluczową kwestią w tej sprawie było zapewne nastawienie ariańskiej hierarchii, która wywodziła się najczęściej ze ścisłej elity i w ewentualnej zmianie wyznania obawiała się utraty swej pozycji i wpływów. W przeciwieństwie do swojego ojca Rekkared nie zwlekał ze zmianami. Ogłosił przyjęcie dogmatów katolickich w ciągu dziesięciu miesięcy po wstąpieniu na tron. Źródła podają, iż zaraz po zmianie wyznania w 587 roku król spotkał się z przedstawicielami ariańskiej hierarchii, a później do takich spotkań doszło jeszcze kilkakrotnie. Brakuje dokładnych informacji na temat tego, o czym dyskutowano na tych spotkaniach i jak przebiegały, ale patrząc na ich skutki, wydaje się, że ariańscy duchowni po prostu zaakceptowali nowe wyznanie, a utrata urzędów kościelnych przez część z nich była zapewne w jakiś sposób rekompensowana. W 589 roku w Toledo zebrał się synod, na którym obecny był król i 72 biskupów oraz wielu innych duchownych. Synod formalnie ogłosił wcześniej podjęte decyzje i oficjalnie uznał katolicyzm za wyznanie panujące w państwie Wizygotów.
Przejście na katolicyzm nie odbyło się jednak całkiem pokojowo. Już w 587 roku gocki dostojnik o imieniu Segga zbuntował się przeciwko Rekkaredowi i zdobył sobie poparcie arian z Luzytanii. Spisek został jednak zduszony w zarodku, a Seggę pozbawiono dłoni i przesiedlono do Galicji. Popierający go biskup Sunna został skazany na wygnanie i musiał opuścić królestwo Wizygotów. Rok później doszło prawdopodobnie do kolejnego spisku, choć część historyków podejrzewa, iż w rzeczywistości była to prowokacja ze strony Rekkareda, który chciał pozbyć się w ten sposób przeciwników nowego porządku. Źródła podają, iż ariański biskup Uldila, prawdopodobnie metropolita Toledo, oraz Goswinta planowali zdradę. Uldila został skazany na wygnanie, a Goswinta zmarła, choć nie wiadomo czy sama odebrała sobie życie, czy też została zamordowana lub skazana na śmierć.
W międzyczasie doszło też do wojny z Frankami, która zakończyła się zwycięstwem Wizygotów. Prawdopodobne jest, iż zwycięstwo nad długoletnim i groźnym wrogiem zostało ocenione jako wyraz aprobaty Boga dla nowego porządku. Na początku konfliktu armia frankijska najechała Narbonensis i obległa Carcassonne – twierdzę kluczową w systemie obronnym wizygockiej Galii. Franków odparł jednak książę Klaudiusz i to, według relacji, dysponując o wiele mniejszymi siłami. W 589 roku doszło do kolejnej próby obalenia Rekkareda, prawdopodobnie bunt również miał podłoże religijne. Na czele buntowników stanął Argimund, książę Carthaginensis, który obwołał się królem. Rebelia została jednak szybko rozbita, a jej przywódca został sprowadzony do Toledo i publicznie upokorzony.

### Koniec dynastii
Dalsza część panowania Rekkareda jest słabo znana z powodu niewielkiej liczby źródeł, a problem ten będzie dotyczył także ostatnich 85 lat istnienia państwa Wizygotów. Po 590 roku głównym problemem Rekkareda było zagrożenie frankijskie i bizantyjskie, wiadomo także, że wyprawiał się przeciwko górskim plemionom na północy, w tym przeciwko Baskom. Wiadomo również, że król starał się pozyskiwać sobie poparcie, zwracając majątki zarekwirowane przez Leowigilda. Posiadłości ziemskie i inne dobra otrzymywali zarówno dostojnicy świeccy, jak i duchowni. Wydaje się jednak, że jakaś część arystokracji nadal była wrogo nastawiona do Rekkareda i jego otoczenia. Król zmarł w 601 roku, a tron po nim objął syn, Liuwa, który prawdopodobnie był bękartem. Nieprawe pochodzenie i krzywdy, jakie wyrządził jego ojciec części dostojników, sprawiły, że w 603 roku doszło do buntu, w wyniku którego obalono młodego władcę. Na nim zakończył się ród Leowigilda.

## Witeryk i Gundemar
Jednym z przywódców buntu był książę Witeryk, członek wcześniejszego spisku przeciwko biskupowi Masonie i Rekkaredowi. Po złożeniu z tronu Liuwy Witeryk został ogłoszony królem. Istnieją opinie głoszące, iż był on zwolennikiem arianizmu i jego motywacje były natury religijnej, ale jego rządy przeczą takim twierdzeniom. Nie doszło bowiem do powrotu do ariańskich dogmatów. Wydaje się raczej, że Witeryk, jak i jego otoczenie, walczyli z Rekkaredem i Liuwą, gdyż ci pozbawili ich części lub całości majątków i pozycji. Za panowania Witeryka doszło do walk z Bizancjum, ale ich wynik nie jest znany. Witeryk szukał sojuszu z Frankami i w 607 roku miało dojść do małżeństwa między jego córką, Ermenbergą i Teodorykiem, królem Austrazji. Frankijski monarcha odesłał jednak narzeczoną krótko po jej przybyciu. Urażony Witeryk zmontował sojusz wymierzony w Teodoryka, w skład którego weszli Teudebert II (król Burgundii) oraz wódz Longobardów – Agilulf. Wydaje się jednak że z prób wspólnego działania przeciwko Teodorykowi nic nie wyszło, a Witeryk został zamordowany w 610 roku przez grupę wizygockich arystokratów.
Po śmierci Witeryka królem obrano Gundemara. Jest niemal pewne, że był on poważnie zaangażowany w spisek przeciwko swojemu poprzednikowi. Władca ten, podobnie jak Witeryk, opierał się na sojuszu z Burgundią i Longobardami. W czasie jego panowania doszło do przeniesienia stolicy metropolii prowincji Carthaginensis z zajmowanej przez Bizantyjczyków Kartageny do Toledo, co w późniejszym czasie zaowocowało bliskimi związkami między miejscowymi biskupami a królami. Wiadomo również, że Gundemar wyprawiał się przeciwko Rzymianom na południu i przeciw wojowniczym góralom na północy. Walki te kończyły się zazwyczaj zwycięstwami Wizygotów, ale nie zniszczyły całkowicie bizantyjskiej władzy nad południowo-wschodnią częścią Półwyspu Iberyjskiego.

## Przewroty
Gundemar zmarł ze starości w 611 lub 612 roku, a tron po nim objął Sisebut. Źródła podają, iż był bardzo wykształconym człowiekiem, korespondował między innymi z Izydorem z Sewilli. Znał się również na rzemiośle wojennym, poprowadził bowiem dwie większe wyprawy przeciwko Bizantyjczykom na południu, w czasie których zajął wiele ważnych miast. Udało mu się również stłumić powstania w Asturii i pokonać Ruccones okupujących część Galicji. Przywrócił także kontrolę nad Kantabrią, której część zajęli Frankowie w czasach panowania Liuwy i Witeryka. W pierwszych latach rządów Sisebut zmusił Żydów zamieszkujących jego królestwo do przyjęcia chrztu, co wywołało opór ze strony hierarchii kościelnej. Duchowieństwo wprawdzie nie skrytykowało Sisebuta otwarcie za jego życia, ale zaraz po śmierci władcy pojawiły się takie głosy i w 633 roku w Toledo odbył się synod, na którym radzono nad metodami cofnięcia tej decyzji i ich ewentualnymi skutkami. Wobec siły arystokratów, którzy popierali Sisebuta i jego działania, duchowni nie zezwolili Żydom, którzy przyjęli chrześcijaństwo, na powrót do poprzedniego wyznania, ale zatrzymali podobne praktyki.
Po śmierci Sisebuta, która miała miejsce około 621 roku, na tron wstąpił jego syn Rekkared, który panował jednak bardzo krótko. Nie wiadomo, czy został on zamordowany, czy też zmarł z jakiegoś innego powodu. Po Rekkaredzie władzę objął Swintila, wywodzący się z innej rodziny. Wiadomo, iż był jednym z dowódców Sisebuta i prowadził wojska w czasie walki z Ruccones w Galii. W czasie jego panowania doszło do ostatecznego wyparcia Bizantyjczyków z Iberii. Stolica ich enklawy, Kartagena, została zdobyta przez Wizygotów w 625 roku. Z tego właśnie powodu źródła określają Swintilę mianem „pierwszego władającego całą Hiszpanią między odnogami Oceanu”. Nie była to jednak do końca prawda, gdyż niektóre wyżynne regiony północy znajdowały się w rękach miejscowych plemion, najeżdżających często ziemie Wizygotów. Wiadomo, że Swintila wyprawił się przeciwko Baskom, a po zwycięskiej kampanii założył, prawdopodobnie na terenie współczesnej Nawarry, miasto Ologicus. Nie jest jasny motyw założenia miasta, możliwe że miało zostać zasiedlone przez spacyfikowanych Basków, istnieje jednak możliwość, że miało być warownią mającą chronić ziemie królestwa przed atakami górali. Sukcesy Swintili nie zapewniły mu jednak poparcia u arystokracji, z której się wywodził. W 630 roku możny o imieniu Sisenand zebrał swoich stronników i wzniecił bunt, którego centrum stanowiły ziemie leżące w dolinie rzeki Ebro. Wydaje się, że na fali panującego wówczas chaosu Iudila, zarządca Betykii, również ogłosił się królem. Sisenand okazał się jednak najpoważniejszym rywalem Swintili, gdyż miał po swojej stronie Dagoberta, króla Franków. Dzięki pomocy wojsk frankijskich udało mu się w niedługim czasie obalić dotychczasowego króla i pokonać innych kandydatów do tronu.
W czasie rządów Sisenanda, od 633 roku, zaczęto regularnie zwoływać synody, na których spotykało się wyższe duchowieństwo całego królestwa. Z dokumentów synodalnych wynika, że największą bolączką monarchów wizygockich panujących w VII wieku były spiski arystokratów przeciwko ich władzy i idące za nimi zabójstwa królów i uzurpacje. Synod z 633 roku ustanowił kanon potępiający każdego, kto spiskuje przeciwko panującemu władcy. Była to pierwsza w dziejach gockiej Hiszpanii kościelna sankcja wymierzona w oponentów monarchy. Dowodem na to, że problem ten nie dotyczył tylko Sisenanda, są postanowienia następnych synodów. Następca Sisenanda, Chintila, który objął tron w 636 roku, również zapewnił sobie orzeczenie synodu o nienaruszalności osoby i majątku króla, jego rodziny i stronników. Chintila miał prawdopodobnie mniej pewną pozycję niż Sisenand, gdyż zaraz po ogłoszeniu kanonów przez zebranych biskupów nakazał obwieszczenie ich w całym kraju. W myśl postanowień synodu, Chintila i jego następcy byli nietykalni i mieli wyłączne prawo do sprawowania władzy. Kanony zastrzegały również, że późniejsi władcy nie mają prawa odbierać majątków i przywilejów, które Chintila nadał swoim stronnikom. W 638 roku zwołano kolejny synod, na którym potwierdzono poprzednie decyzje, dodając jeszcze obostrzenia mające chronić władcę i jego otoczenie.
Uchwały synodów na niewiele się jednak zdały. Po śmierci Chintilii w 638 roku na tron wstąpił jego syn Tulga, którego obalono już rok później. Przewrotu dokonali możni goccy, Tulga nie został jednak zamordowany, a jedynie zmuszony do abdykacji, po czym wygolono mu tonsurę, jak mnichowi, by nie mógł się ubiegać o żaden świecki urząd. Królem ogłoszono Chindaswinta, jednego z możnych zamieszanych w obalenie Tulgi.

## Maiores Palatii
Obalenie Tulgi było prawdopodobnie efektem ostrych tarć w gronie elity wizygockiej. Wskazują na to postanowienia synodów zwoływanych za czasów Chintilii, których kanony groziły sankcjami religijnymi w razie próby odebrania majątków i przywilejów nadanych możnym skupionym wokół monarchy. Kolejnym dowodem na potwierdzenie tej tezy jest działalność Chindastwinta i jego otoczenia. Po obaleniu Tulgi nowy monarcha i jego otoczenie wyeliminowali konkurencyjną grupę możnych. Według źródeł życie straciło 200 najwyższych arystokratów, a 500 innych zostało pozbawionych dobytku i wygnanych. Majątek zabitych i skazanych na banicję został zaś podzielony między stronników Chindaswinta, choć największą część dóbr otrzymali członkowie rodziny panującej. Historycy kwestionują liczby podane przez źródła, ale generalnie zgadzają się, że doszło wówczas do poważnej zmiany układu sił w gronie ścisłych elit królestwa Wizygotów.
Jedną z konsekwencji zwycięstwa obozu skupionego wokół Chindaswinta było ustabilizowanie sytuacji wewnętrznej, a co za tym idzie, wzrosła również stabilność sukcesji i elekcji władców. W 649 roku Chindaswint mianował swojego syna, Recceswinta, współrządcą. Oficjalnie był to efekt apeli ludzi kościoła i arystokratów, ale wydaje się, że decyzję o dopuszczeniu Recceswinta podjęto wcześniej i listy oraz petycje były pisane przez stronników królewskich w celu pokazania legalności takiego posunięcia. Było to konieczne, ponieważ mimo względnego spokoju wewnętrznego miał Chindaswint liczną rzeszę przeciwników poza granicami królestwa. Byli to głównie możni, których skazał na wygnanie oraz ich krewni, którzy obawiając się represji sami opuścili państwo Wizygotów. Część dysydentów zbiegła do Galii, szukając pomocy u Franków, inni udali się do rządzonej przez Bizantyjczyków Afryki. Już sam kierunek migracji do dwóch największych historycznych przeciwników państwa Wizygotów pokazuje, że ludzie ci szukali zemsty i przy pomocy Franków i Rzymian planowali odzyskać utracone majątki i znaczenie. Potwierdzeniem tezy o zagrożeniu ze strony wygnanych są postanowienia synodów odbywających się w Toledo. Uchwalone tam kanony głoszą, iż karą za udział w spisku, pomoc spiskowcom oraz ucieczkę z dworu jest ekskomunika. Co znamienne, ekskomunika ta nie mogła być zniesiona. Każdy kapłan, który mimo to udzieliłby zdrajcy posługi, zostałby również ukarany ekskomuniką. Tak drakońskie sankcje wyraźnie wskazują, że działalność „zdrajców” była w oczach Chindaswinta i jego otoczenia największym zagrożeniem. Prawdopodobnie przekazanie korony Recceswintowi było w oczach elit zabezpieczeniem ich zdobyczy i gwarantem, że ludzie, po których przejęli majątek i pozycję, nie będą mieli prawa powrotu do Hiszpanii.
Objęcie władzy przez Recceswinta, po śmierci ojca w 653 roku, nie odbyło się jednak całkowicie spokojnie. Zbuntował się niejaki Froia, arystokrata (prawdopodobnie książę) rządzący częścią doliny Ebro. Miał on swoich stronników wśród lokalnej elity i być może pozyskał sobie Basków, którzy najechali ziemie leżące w środkowej części doliny Ebro. Recceswintowi udało się jednak opanować sytuację, zebrać wojska i pokonać zarówno buntowników, jak i Basków. O dziejach państwa Wizygotów za panowania Recceswinta wiadomo niewiele, choć był to jeden z najdłużej rządzących monarchów. Przyczyną takiego stanu rzeczy jest brak dostatecznej liczby źródeł, do czasów współczesnych zachowały się w zasadzie tylko dokumenty synodów zwoływanych za rządów tego monarchy. Z tego powodu wiele istotnych wydarzeń i procesów pozostaje w sferze domysłów. Wydaje się, że bunt wywołany przez Froię spowodował szereg zmian politycznych, zmierzających do osłabienia monarchii względem popierających ją arystokratów. Recceswintowi udało się wprawdzie pokonać rebeliantów, ale uczynił to dzięki poparciu arystokratów, którzy użyczyli mu wojska i pieniędzy niezbędnych na kampanię. Był to dla nich argument, dzięki któremu mogli wymusić na królu ustępstwa.
Wyrazem tych tendencji są kanony synodu w Toledo z 653 roku. Wówczas po raz pierwszy świeccy możni podpisywali się pod postanowieniami, co świadczy o tym, że mieli znaczny wpływ na obrady i końcowe decyzje. Elity świeckie zadbały również o to, żeby Recceswint nie porozumiał się z potencjalną opozycją, czyli ludźmi, których wygnano, gdy do władzy doszedł jego ojciec. Król musiał zatem potwierdzić postanowienia poprzednich synodów dotyczące dysydentów. Recceswint musiał również podporządkować się kanonowi mówiącemu, iż mienie konfiskowane przez władcę nie stanowi jego własności prywatnej, a należy do niego z racji tego że sprawuje urząd króla. Oznaczało to, że po śmierci Recceswinta dobra te nie będą przekazywane rodzinie, ale wejdą w skład majątku następnego monarchy. Jako że w wizygockim systemie politycznym monarcha był wybierany przez możnych z ich grona, było to zabezpieczenie przed nadmiernym wzmocnieniem jednej z rodzin należących do elity. Kolejnym żądaniem ze strony możnych i popierającego ich duchowieństwa była rewizja majątków skonfiskowanych przez Chindaswinta. Większa ich część, którą zagarnął król wraz z rodziną, miała być ponownie podzielona, tyle że tym razem między arystokratów.
Na synodzie z 653 roku określono również jasne zasady wyboru króla. Postanowiono, że elekcja będzie przeprowadzana tylko w „mieście królewskim”, czyli w Toledo a elektorami będą biskupi i maiores palatii, czyli najwyżsi świeccy dostojnicy. W przypadku biskupów, w praktyce, w elekcji brali udział biskupi Toledo i niektórzy z ich sufraganów, gdyż zwołanie całego kleru na synod zajmowało kilka miesięcy. Sprawa miała się podobnie w przypadku arystokratów, w elekcjach uczestniczyli ci, którzy przebywali na stałe lub na dłuższy czas w Toledo lub jego okolicach. Wydaje się, że chciano w ten sposób zmarginalizować wpływ lokalnych elit, zarówno świeckich, jak i duchownych, na wybór króla. W procesie wyboru nowego władcy szczególną rolę odgrywał odtąd biskup Toledo.
Zmuszony do ustępstw Recceswint bronił się przy wydawaniu edyktów, mających wcielić postanowienia synodu w życie. Edykt o uznaniu za własność korony ziem zarekwirowanych przez władców od czasów Swintili został ogłoszony w 654 roku. Król zastosował się do postanowień synodu, ale ograniczył je, uznając że wszystkie dobra które zgodnie z prawem monarchowie przekazali swoim spadkobiercom, nie będą objęte takim rozdzieleniem i stanowią już własność prywatną. Podobnie zachował się w sprawie podziału majątku królewskiego na mienie prywatne i należące do korony. Wprowadził taki podział, ale z zastrzeżeniem, że król w razie uzasadnionej konieczności może korzystać z dóbr należących do korony. Rozróżnienie między tymi dwoma rodzajami własności zostało wprowadzone również do prawa cywilnego, które zawarto w tak zwanym Leges Visigothorum. Kodeks ten został później przedstawiony biskupom na kolejnym synodzie w Toledo. Wydarzenia te wskazują na to, że arystokracja dążyła do ograniczenia pozycji króla i jego rodu. Brało się to najprawdopodobniej z faktu, iż królowie byli wybierani z grona możnych, którzy nie chcieli, by jeden z rodów był dominujący. Recceswint panował jeszcze do 672 roku, kiedy to zmarł z przyczyn naturalnych, nie pozostawiając po sobie potomka.

## Elekcje

### Wamba
Po śmierci Recceswinta zgromadzenie dygnitarzy dworskich wybrało ze swojego grona Wambę na nowego króla. Elekcja odbyła się zgodnie z kanonami uchwalonymi na ósmym synodzie w Toledo, ale nowy król nie cieszył się poparciem całego możnowładztwa. Zaraz po objęciu przez niego władzy doszło do buntu w galijskiej części państwa Wizygotów. Na czele spisku stał tamtejszy książę Ilderyk, a buntownicy byli popierani przez miejscowych duchownych. Wydaje się, że spisek nie miał na celu osadzenia Ilderyka na tronie, gdyż żadne źródło nie nazywa go królem lub uzurpatorem, co prowadzi do podejrzeń, że chodziło tu o przekazanie wizygockich posiadłości w Galii Frankom. Sytuację chcieli wykorzystać również Baskowie, którzy ponownie zaczęli najeżdżać ziemie leżące w dolinie rzeki Ebro. Wamba podzielił swoje siły, sam stanął na czele ekspedycji przeciwko Baskom, a bunt w Galii miał stłumić książę Paweł. W międzyczasie buntownikom udało się opanować Nîmes i pozbawić godności biskupiej zwolennika Wamby, osadzając na jego miejscu opata Ranimira, zausznika Ilderyka.
Książę Paweł, który stanął na czele wojsk wysłanych do Galii, był członkiem ścisłej elity państwa Wizygotów, jego podpisy widnieją na postanowieniach synodu z 653 roku i z 655 roku. Nie był chyba zwolennikiem wyboru Wamby na tron, ponieważ gdy dotarł na miejsce, zamiast walczyć z rebeliantami, sprzymierzył się z nimi i po pozyskaniu stronników w Hiszpanii, sam ogłosił się królem. Aby zwiększyć swoje szanse, zaproponował sojusz również Frankom. Do koronacji Pawła doszło w Barcelonie, a krótko po niej nowy monarcha wystosował list do Wamby w, którym określał siebie mianem króla Wschodu i proponował podział królestwa na podobnej zasadzie jak w 569 roku. Propozycja Pawła została jednak stanowczo odrzucona w Toledo, co oznaczało wybuch wojny domowej. W 673 roku Wamba, pokonawszy Basków, ruszył na północ. Bez większych problemów zajął Barcelonę i Geronę, po czym jego armia przekroczyła Pireneje. Walki o Narbonę również zakończyły się zwycięstwem Wamby, a Pawła zmuszono do kapitulacji po zdobyciu Nîmes. Jego stronnicy zostali ukarani konfiskatą majątków oraz stracili prawo do dawania świadectwa w sądzie (zarówno majątki, jak i prawa przywrócono im jednak już w 683 roku, za rządów Erwiga).
Dalsze panowanie Wamby jest słabo znane, wiadomo jednak, że w 680 roku król wstąpił w stan pokutny. We wczesnym średniowieczu wstąpienia w stan pokuty dokonywano jedynie raz w życiu, najczęściej gdy z powodu wieku lub choroby było jasne że życie danego człowieka zaczyna dobiegać końca. Przejście w stan pokuty miało zmyć wszelkie grzechy i zapobiec potępieniu pokutnika. Wamba najprawdopodobniej podupadł wówczas na zdrowiu i dlatego zdecydował się na taki krok. W 681 roku okazało się jednak, że król przeżył ciężką chorobę. Zgodnie z ówczesnymi poglądami król powinien abdykować, ponieważ dokonał już pokuty i gdyby teraz popełnił jakieś grzechy (a sprawując władzę byłby do tego czasem zmuszony), nie mógłby ich odpokutować, w związku z czym zostałby z całą pewnością potępiony po śmierci. Sprawa Wamby jest jednak podejrzana, gdyż istnieją źródła mówiące o tym, iż zdarzenia te były efektem spisku. Na jego czele miał stać Erwig, który otruł króla trucizną pozbawiającą go pamięci i sprawiającą, że wydawał się bliski śmierci. Dwór, być może działając w dobrej wierze, uznał, że Wamba jest w stanie pokuty, w związku z czym, gdy trucizna przestała działać, nie mógł on ponownie sprawować obowiązków króla. Wiadomo, że Wamba nie próbował bronić swojej pozycji i ustąpił, wybierając życie mnicha. Wersja ta jest jednak poddawana krytyce i historycy twierdzą, że nie należy jej brać dosłownie, choć faktycznie, wydaje się, że za abdykacją Wamby stał spisek.
W 681 roku rozpoczęły się obrady dwunastego synodu w Toledo który uznał abdykację Wamby. Według źródeł król, ustępując, podpisał dokument, w którym na swego następcę wyznaczał Erwiga oraz, w osobnym liście, poprosił biskupów o jak najszybsze namaszczenie nowego króla. Relacja ta wydaje się jednak bardzo podejrzana, ponieważ Wizygoci, wybierając nowego władcę, nie mieli obowiązku kierować się życzeniami starego monarchy, źródła zaś podają, iż życzenie Wamby było tu czynnikiem decydującym. Wszystko to wskazuje, że dojście do władzy Erwiga było spiskiem. Potwierdza to również chronologia pochodząca z innego źródła. Według tej relacji Wamba otrzymał sakrament pokuty w nocy 14 października. Następnego dnia zaś królem obrano Erwiga (Wamba w ciągu jednej nocy musiał napisać listy wskazujące Erwiga jako następcę i proszące o jak najszybszą koronację), a jego namaszczenie odbyło się 21 października. Wszystko odbyło się zatem bardzo szybko. Wersja ta podważa relację o truciźnie, ale uprawdopodabnia podanie o spisku możnowładców.
Wydaje się, że obalenie Wamby mogło mieć związek z dążeniem wysokiego duchowieństwa i arystokracji do ograniczania władzy królewskiej. Wamba, nauczony doświadczeniem poprzedników, nie zwoływał bowiem synodów, na których musiałby ustępować pod presją elit. Starał się również osłabić szczególne znaczenie biskupa Toledo, tworząc inne metropolie na terenie kraju oraz drugie biskupstwo w samym Toledo, co było posunięciem bezprecedensowym. Jednymi z pierwszych decyzji synodu z 681 roku była właśnie likwidacja owego drugiego biskupstwa i włączenie do kanonów akt synodu z 610 roku, w których po raz pierwszy ustalono, że Toledo będzie miało status metropolii prowincji Carthaginiensis. Wamba naraził się jednak nie tylko metropolicie Toledo, ale także arystokracji, nałożył bowiem na nią podatek na armię królewską, co wskazuje, że starał się choć częściowo uniezależnić w kwestiach militarnych od poparcia możnowładztwa.

### Erwig i ród Egiki
Przyczyny, dla których królem po Wambie został właśnie Erwig, nie są do końca jasne i nie wyjaśnia ich żadne źródło. Ciężko uwierzyć, żeby wybrano go królem z polecenia Wamby, gdyż była to praktyka niespotykana wśród Gotów. Kronika Alfonsa III tłumaczy to faktem, iż ojciec Erwiga, który pochodził z Bizancjum, ożenił się z córką Chindaswinta, Erwig byłby zatem spokrewniony z wcześniejszymi królami Wizygotów. Nie jest jednak pewne, czy informacje te są prawdą, czy są tylko wyobrażeniem Asturyjczyków, u których, w przeciwieństwie do Gotów, istniała ciągłość dynastyczna i sytuacja, w której na tronie zasiadałby człowiek niespokrewniony z poprzednimi monarchami, była uważana za nienormalną. U Gotów nie był to jednak istotny czynnik i nawet jeśli Erwig rzeczywiście był spokrewniony z Chindaswintem i Recceswintem, to nie został wybrany na króla tylko i wyłącznie z tego powodu.
Bardzo prawdopodobna jest natomiast teoria mówiąca, że Erwig, pośledniejszy arystokrata, był najkorzystniejszą opcją dla reszty możnych i biskupów. Jego pozycja byłaby wówczas uzależniona tylko od poparcia elit i nie mógłby w żaden sposób ich ograniczać. Potwierdza to szybkie wydanie poprawionej wersji Leges Visigothorum, co sugeruje że poprawki zostały napisane już wcześniej, a nowy monarcha musiał je tylko podpisać. Teorie o słabej pozycji Erwiga potwierdza również liczba synodów plenarnych. Od momentu objęcia władzy przez nowego króla do 688 roku odbyły się bowiem aż cztery takie zgromadzenia. Z postanowień synodów wynika jasno, że po obaleniu Wamby arystokracja zaczęła rosnąć w siłę i ugruntowywać swoją pozycję. W 683 roku, na trzynastym synodzie, zrehabilitowano wszystkich którzy występowali przeciwko władzy Wamby i zwrócono im skonfiskowane majątki.
Erwig, mimo swojej uległości względem elit, nie był jednak bezpieczny, co sugerują postanowienia następnych synodów, na których potwierdzano bezprawność atakowania rodziny króla po jego śmierci lub ustąpieniu, czyn taki miał być odtąd karany ekskomuniką. Zagrożenie władzy Erwiga było realne, bo już pod 14 listopada 687 roku monarcha ten ogłosił, że chciałby, aby następnym królem był Egika, a dzień później wstąpił w stan pokutny. Nowego władcę koronowano w Toledo 24 listopada. Kilka miesięcy po koronacji Egiki, w 688 roku odbył się kolejny synod, na którym biskupi odwołali kary za atakowanie rodziny byłego króla, co sugeruje, że Egika chciał zagarnąć ich majątki i zlikwidować ewentualną opozycję. Potwierdza to unieważnienie małżeństwa nowego monarchy z córką Erwiga i zgoda biskupów na zamknięcie królowej Lumgoto wraz z córkami w klasztorze oraz zarekwirowanie całego ich majątku. Ze źródeł wiadomo, że Egika należał do najściślejszego kręgu dworskiej arystokracji. Po rozprawie z rodziną i stronnikami Erwiga starał się umacniać swoją władzę, był przeciwny zwoływaniu kolejnych synodów plenarnych i próbował rozbić stronnictwo wrogich mu biskupów, popierających innych kandydatów do tronu gockiego. Nie jest to pewne, ale wydaje się, że opozycji udało się na pewien czas osadzić na tronie niejakiego Suniefreda. Potwierdzają to monety z wizerunkiem i podpisem tego władcy. Synod z 690 roku został zwołany właśnie po to, aby usunąć z urzędów biskupich opozycjonistów, wydaje się zatem, że Egika ostatecznie zwyciężył konkurencję, ale nadal musiał zmagać się z niechęcią. Powodem powstania silnej opozycji były prawdopodobnie działania Egiki mające na celu załatwienie sprawy sukcesji za jego życia. Egika bowiem, prawdopodobnie w 698 roku (choć niektórzy historycy twierdzą, że doszło do tego już w 693 roku), wyznaczył swego syna, Wittizę, na współrządcę. W czasie swojego panowania Egika musiał zmierzyć się nie tylko z wewnętrznymi problemami, ale również z atakami Bizancjum. W 697 roku flota wysłana przez cesarza Leoncjusza podjęła próbę odbicia Kartaginy z rąk Arabów i po niepowodzeniu, jej część prawdopodobnie zawinęła do cesarskiej enklawy wokół Ceuty i Tangeru, skąd przeprowadzono parę najazdów na tereny wizygockie. Sytuację udało się opanować księciu Teodemirowi. Kolejnym problemem Egiki była zaraza, która wybuchła w Hiszpanii za jego rządów. Skutki epidemii były bardzo poważne, skoro Egika i Wittiza opuścili Toledo. Ostatecznie jednak sytuacja wróciła do normy i Egika mógł kontynuować swoje rządy do śmierci, która nastąpiła w 702 lub 703 roku.
Chronica Regum Visigothorum podaje, iż w 700 roku Wittiza został namaszczony na króla i po śmierci ojca objął samodzielne rządy. Według źródeł nowy monarcha miał przywrócić do łask ludzi, którzy ucierpieli w wyniku rządów jego ojca. Zezwolił na powrót wygnanym i zwrócił im majątki. Postępowanie to świadczy o tym, że król nie czuł się zbyt pewnie i chciał zawczasu pogodzić się z ewentualną opozycją. Prawdopodobnie chciał użyć kościoła hiszpańskiego do umocnienia swojej pozycji, o czym świadczą akta synodalne i Kronika 754 roku, która podaje, że biskup Toledo na rozkaz Wittizy wywierał naciski na innych ludzi kościoła. Zagrożony Wittiza przetrwał na tronie do 710 lub 711 roku. Nie wiadomo, co się z nim stało, ani w jaki sposób stracił władzę. Wiadomo, że nowym królem, przy poparciu elit, został Roderyk. Wydaje się więc, że utrata władzy przez Wittizę była efektem buntu możnych, a sam monarcha został siłą zmuszony do ustąpienia i najprawdopodobniej zabity.
Z końcem panowania Wittizy kończy się ostatni w miarę spokojny okres w dziejach monarchii Wizygotów. Władzę w państwie całkowicie przejęły rywalizujące ze sobą kliki arystokratyczne, dochodziło do rozlicznych zdrad i rozłamów. Jej postawa była kluczowa w ostatnich latach istnienia państwa. Na podstawie akt synodalnych, podpisywanych przez najważniejszych świeckich dostojników, wydaje się, że była to bardzo niewielka, bo złożona z około 20 rodzin grupa. Z braku źródeł ciężko opisać wzajemne koligacje między tymi rodami i funkcje, które pełnili na dworze i w państwie. Można jednak założyć, że byli to niezwykle zamożni ludzie, posiadający liczną rzeszę klientów, prywatne armie i wpływy w prowincjach państwa. Królowie byli wybierani tylko z tego grona, a poszczególne rody ciągle rywalizowały ze sobą, o czym świadczy brak ciągłości dynastycznej. Był to zapewne skutek obawy reszty, że jeden ród zanadto wyrośnie ponad inne i będzie zdolny do trwałego narzucenia im swojej woli. System ten z jednej strony zapewniał równowagę między rodami a brak zasady dynastycznej sprawiał, że możni zawsze mogli wybrać najodpowiedniejszego kandydata, z drugiej jednak strony uniemożliwiał konsekwentne realizowanie długofalowej polityki i nie zapewniał stabilizacji, co w trudnych czasach, w jakich w VIII wieku znalazła się monarchia Wizygotów, było warunkiem koniecznym do jej przetrwania.

## Podbój arabski

### Tło historyczne
Historycy do dziś nie są zgodni, w jaki sposób fakt powstania nowego ruchu religijnego na Półwyspie Arabskim doprowadził do tak znaczącej fali podbojów i w zasadzie całkowicie zmienił oblicze Azji, Europy i Afryki. Nie jesteśmy wprawdzie w stanie dokładnie określić przyczyn, ale wiemy, że Arabowie trafili ze swoją ekspansją na bardzo sprzyjające okoliczności. Dwie największe potęgi ówczesnego świata, czyli wschodnie Cesarstwo Rzymskie i Persja były bowiem świeżo po krwawej i wyczerpującej wojnie między sobą, w czasie której ich państwowość była często zagrożona. Na niekorzyść Rzymian przemawiał także fakt zagrożenia ze strony zjednoczonych Słowian i Awarów, którzy regularnie najeżdżali bałkańskie posiadłości cesarstwa i oblegali nawet jego stolicę. Muzułmanie pokonali zarówno Persów, niszcząc państwo Sassanidów, jak i Rzymian, choć tych drugich nie udało im się zniszczyć, zyskali tylko większość posiadłości bizantyjskich w Syropalestynie. Następnie ofiarą Arabów padł Egipt, którego podbój można było uznać za zakończony w 642 roku kiedy skapitulowała Aleksandria.
Dalsze podboje arabskie w Afryce doprowadziły muzułmanów do Ceuty, którą opanowali między 705 a 710 rokiem. Ekspansja na południowym wybrzeżu Morza Śródziemnego nie była jednak jakąś regularną, lądową kampanią. Arabowie wykorzystywali floty swoich nowych poddanych z Egiptu i z Syrii i stopniowo zajmowali najbardziej ludne i strategiczne regiony w północnej Afryce, takie jak Cyrenajka czy Kartagina. Ich kontrola nad tymi terenami nie była jednak pełna, często zadowalali się zajęciem najważniejszych ośrodków miejskich i zabezpieczeniem szlaków komunikacyjnych, a miejscowe społeczności czy też berberskich wodzów pozostawiano w spokoju. Z czasem zaczęło dochodzić w walk, zwłaszcza między Arabami i Berberami, ale ostatecznie ci drudzy dostrzegli wiele korzyści w sojuszu z muzułmanami i sami zaczęli przyjmować islam. Procesy te trwały jednak bardzo długo i postępowały stopniowo. Lokalne społeczności, często identyfikujące się z cesarstwem, zachowywały kontrolę nad mniej ważnymi ośrodkami, duża część Berberów jeszcze długo pozostawała niezależna i często stawiała zbrojny opór najeźdźcom (co obrazują relacje o Kahinie), a chrześcijaństwo, które panowało tu od czasów zachodniego cesarstwa, utrzymywało się w niektórych regionach nawet 500 lat po pierwszych inwazjach arabskich.
W 706 roku Arabom udało się podporządkować sobie Tanger – jedną z ostatnich twierdz Bizantyjczyków w Afryce. Źródła arabskie podają wprawdzie, że miastem rządził niejaki Julian, książę wizygocki i poddany Roderyka. Rzeczony Julian miał poprosić muzułmanów, żeby najechali Półwysep Iberyjski, i zaofiarował im swoją flotę do przeprawy przez Cieśninę Gibraltarską. Chciał się on bowiem zemścić na Roderyku za zgwałcenie córki. Wielu historyków odrzuca jednak tę wersję wydarzeń, twierdząc, iż jest to moralizująca opowieść ukazująca wymierzenie sprawiedliwości okrutnemu Roderykowi przez sprawiedliwych Arabów. Niezależnie od tego, do kogo należała wówczas Ceuta i Tanger, muzułmanie pod wodzą Tarika ibn Zijada zajęli te tereny i na wieść o niepokojach na Półwyspie Iberyjskim szykowali się do najazdów.

### Okres schyłkowy
Okres upadku wizygockiej monarchii na Półwyspie Iberyjskim jest bardzo niejasny, mimo iż jego opis jest zawarty w licznych źródłach, nie brakuje również materiałów archeologicznych. Niestety źródła te są często sprzeczne co do istotnych wydarzeń, część z nich jest nawet wewnętrznie sprzeczna. Wszystkie, poza Kroniką 754 roku, powstały kilka stuleci po tych wydarzeniach, przez co panujące wówczas przekonania i ideologie odcisnęły na nich swoje piętno.
Wiadomo na pewno, że po śmierci lub detronizacji Wittizy państwo pogrążyło się w chaosie na skutek konfliktu o władzę i sporów między elitami arystokratycznymi. Potwierdza to jedyne źródło powstałe właśnie w tamtych czasach – monety. Zachowały się dwa rodzaje monet wizygockich z początków VIII wieku. Na jednych widnieje imię Roderyka i znaki mennic w Toledo i Egitanii (prawdopodobnie Idanha-a-Velha), a na drugich imię Ailii i znaki z Narbonny, Gerony, Tarragony i Saragossy. Daje do powód do stwierdzenia, że po Wittize doszło do rozłamu i część państwa z Luzytanią i Toledo znalazła się pod kontrolą Roderyka, a Agila rządził w Tarraconensis i Narbonensis. Teorię o rozłamie potwierdzają listy królów – w jednej wersji wymieniony jest Agila, który miał panować trzy lata, a w drugiej po Wittizie podaje się Roderyka.
Najbliższym opisywanym wydarzeniom źródłem jest Kronika 754 roku. Podbój Egiptu i Maghrebu autorstwa al-Hakama pochodzi z 860 roku, na tym dziele opierały się później wszystkie inne relacje muzułmańskie. Późniejsze źródła chrześcijańskie opisujące upadek państwa Wizygotów to Kronika Albeldy z 976 roku i Kronika Alfonsa III, zachowana w dwóch wersjach. Źródła te podają różne wersje wydarzeń z ostatnich lat monarchii Wizygockiej, a różnice te są dość znaczne. Na ich podstawie udaje się jednak choć częściowo zrekonstruować ówczesne wydarzenia, choć dotarcie do szczegółów jest bardzo trudne.
W 710 lub 711 doszło do przewrotu, w wyniku którego Roderyk pozbawił władzy Wittizę. Obalenie Wittizy różniło się dość znacznie od poprzednich detronizacji. Relacje podają, iż było ono gwałtowne, prawdopodobnie Roderyk dokonał go z użyciem siły, być może zabijając poprzednika. Nowy król dysponował poparciem choć części elit świeckich i kościelnych, ale jest raczej pewne, że grupa ta jako całość nie doszła do porozumienia, co spowodowało poważne konflikty. Na północnym wschodzie władcą ogłosił się Agila, pod którego władzą znalazły się Tarraconensis i Narbonensis. Do walk między obydwoma władcami jednak nie doszło, prawdopodobnie na skutek najazdów muzułmańskich na południe Hiszpanii. Dla Roderyka musiał to być bardziej palący problem, gdyż to przeciwko ekspedycji Tarika skierował swoje wojska. Bitwa nad rzeką Guadalete między Arabami a Wizygotami skończyła w 711 roku klęską Roderyka. Według źródeł arabskich wyprawa Tarika była jednorazowym podbojem, ale inne źródła podają, że był to szereg wyniszczających najazdów, które dopiero potem przerodziły się w zajmowanie terenów przeciwnika. Najprawdopodobniej początkowo Arabowie i Berberowie, korzystając z pomocy floty, lądowali na wybrzeżu, najeżdżali okoliczne miasta, a później wycofywali się do Afryki. Zmiana taktyki nastąpiła zapewne, gdy w gockiej elicie doszło do otwartego rozłamu, a Roderyk został zdradzony i zginął wraz z częścią spiskowców. Pozostali przy życiu możni obsadzili na tronie Oppę, prawdopodobnie syna Egiki. Ten jednak nie cieszył się koroną zbyt długo, bo muzułmanie szybko zajęli Toledo. Następnie najechali dolinę rzeki Ebro i Sarragosę, a w czasie walk zginął władający północnym wschodem Agila (wskazują na to jego daty panowania zawarte w liście królów). Jego następcą został Ardo, który rządził w Narbonensis do 721 roku, kiedy to muzułmanie przekroczyli Pireneje i zajęli ostatnie posiadłości wizygockie.

### Przyczyny upadku
Upadek potężnego, jak mogłoby się zdawać, królestwa Wizygotów był bardzo szybki. Historycy do dzisiejszego dnia nie są pewni dlaczego Arabom podbój ten przyszedł z taką łatwością. Wszelkie źródła historyczne z epoki podają, że był to efekt demoralizacji i zepsucia, które toczyły wyższe warstwy społeczeństwa, czyli po prostu kara boża za grzechy. Przy próbie znalezienia przyczyn upadku Wizygotów nie sposób nie zauważyć, że Arabowie mieli dużo szczęścia i trafili na bardzo sprzyjające okoliczności. Świadczy o tym choćby niewielka liczebność wojsk użytych do podboju Półwyspu Iberyjskiego, maksymalne szacunki mówią bowiem o zaledwie 7 tysiącach żołnierzy, a te bardziej ostrożne o zaledwie około 2 tysiącach.
Główną przyczyną słabości królestwa Wizygotów były elity, które zazwyczaj zgodnie wybierały i odwoływały władców. Teraz zaś były ze sobą skłócone i mocno podzielone, a ówczesny król zmagał się z kontrkandydatem, który panował nad znaczną częścią ziem monarchii. Nie można zresztą wykluczyć, że Agila nie był jedynym rywalem Roderyka, żadne źródła nie mówią o tym, co działo się w Betyce czy Galicji, a panowanie króla z Toledo nad tymi terenami jest często podawane w wątpliwość.
Problemem królestwa była także niezbyt liczna armia. W jej skład wchodziły prywatne oddziały członków elity, która była przecież nieliczna, bo składała się z około 20 rodzin, oraz ludzie zebrani przez króla z jego prywatnych ziem. Wizygoci z racji zamieszkiwania Półwyspu Iberyjskiego nie obawiali się zbytnio najazdów, z trzech stron chroniło ich przecież morze, a od północnego wschodu Pireneje. Po podbiciu ziem hiszpańskich i ustaniu większego zagrożenia ze strony Bizancjum i Franków liczna armia po prostu przestała być potrzebna. Królestwo potrzebowało bardziej sił porządkowych, zdolnych poradzić sobie z grupami bandytów i łupieżczymi wypadami Basków. Królowie Toledo zaprzestali ekspansji, nie próbowali podbijać ani północnej Afryki ani rozszerzać swoich wpływów w Galii, gdzie za konkurentów mieli zmilitaryzowane społeczeństwa państw frankijskich. Pojawienie się Arabów w Afryce Północnej i ich pierwsze wypady również nie wzbudziły w Wizygotach potrzeby rozbudowy armii. Łupieżczy charakter początkowych najazdów prawdopodobnie sprawił, że zagrożenie to mogło być traktowane na podobnej zasadzie co baskijskie.
Po śmierci króla i dużej części członków elit doszło do olbrzymiego kryzysu, który w zasadzie przesądził o zwycięstwie muzułmanów, mimo że ci nie zajęli na trwałe jakichś większych terenów ani nawet strategicznych twierdz (poza Toledo). Wybór nowego władcy był bowiem uzależniony od elekcji w gronie ścisłej elity, a ta w zasadzie przestała istnieć. Istniała jeszcze wprawdzie arystokracja regionalna, ale ludzie ci nie mogli wybierać króla i byli odsunięci od wpływu na politykę państwa, skutkiem czego koncentrowali się na sprawach lokalnych, nie przejmując się zbytnio wydarzeniami w stolicy. Poza tym różnica w skali między nimi a arystokracją dworską była olbrzymia. Lokalne elity posiadały o wiele mniejsze posiadłości i bogactwa. Nie dziwi więc, że lokalna elita nie stawiała większego oporu najeźdźcom, a wielu jej przedstawicieli weszło w układy z Arabami, chcąc zachować swoją pozycję i majątek. Wszystko wskazuje na to, że olbrzymia większość społeczeństwa wizygockiej Hiszpanii po prostu nie identyfikowała się z interesami elit i króla i nie miała najmniejszego zamiaru za nie walczyć. Była to chyba najważniejsza przyczyna upadku tego państwa.

## Kultura
Hiszpania u schyłku panowania Wizygotów była, zdaniem wielu badaczy, prężnym ośrodkiem intelektualnym. Działało tu wielu autorów pism teologicznych, literackich i liturgicznych, wielu z nich szanowano nie tylko w Hiszpanii, ale także w innych częściach chrześcijańskiego świata. Najwybitniejsi twórcy często odgrywali znaczną rolę polityczną, jak na przykład biskupi Toledo i Sewilii, którzy brali udział w każdym synodzie plenarnym, a ich głosy były nieomal głosem całego kościoła hiszpańskiego. Najbardziej wyróżniającymi się postaciami byli Izydor z Sewilli i Julian z Toledo, których pisma rozpowszechniano w całej Europie. Działalność Izydora była na tyle prężna, że mówi się nawet o renesansie izydoriańskim. Mniej znani poza Iberią byli Ildefons z Toledo czy Fruktuozus z Bragi, ale ich twórczość oddziaływała w Hiszpanii jeszcze wiele lat po ich śmierci.
Twórczość intelektualna ówczesnych mieszkańców Hiszpanii znajdowała ujście w traktatach historycznych, literaturze dewocyjnej, pismach teologicznych, egzegezach, poezji, żywotach świętych, regułach zakonnych, polemikach, podręcznikach i zbiorach praw kanonicznych. Do najważniejszych pism z epoki wizygockiej zalicza się teksty liturgiczne z których korzystano prawie do XI wieku. Wiele z tych dzieł było kontynuacjami dużo wcześniejszych lub kompilacjami, na Półwyspie Iberyjskim musiały zatem istnieć biblioteki z licznymi zbiorami ksiąg. W świetle najnowszych badań jest raczej mało prawdopodobne, aby dzieła te przetrwały na terenie monarchii Wizygotów od czasów rzymskich. Badania te dowodzą, że wizygocka Hiszpania utrzymywała, zależnie od okresu, mniejszy lub większy kontakt ze wschodnim Cesarstwem. Niektórzy duchowni udawali się nawet na studia do samego Konstantynopola. Tak było na przykład w 571 lub 572 roku, kiedy to Jan z Santarem, mimo trwającego konfliktu z Cesarstwem, wyjechał do Konstantynopola w celu pobierania nauk, na siedem lat. Podobnie było w przypadku Leandra z Sewilli, który w latach 80. VI wieku trafił do bizantyjskiej stolicy. Hiszpania nie była w tym przypadku odosobniona, wielu twórców z zachodniej Europy udawało się na dwór cesarski, gdzie prężnie rozwijało się życie intelektualne. Znaczny wkład w jego rozwój wniosło wielu wykształconych duchownych z Italii i Afryki, którzy za poglądy sprzeczne z ortodoksją cesarską, było przetrzymywanych na wschodzie. Tworzyli oni dzieła, w których bronili swoich poglądów teologicznych, ponadto relacjonowali bieżące sprawy polityczne i społeczne. Wiadomo na przykład, że Jan z Santarem był w stałym kontakcie z Wiktorem z Tunnuny, biskupem którego cesarz uważał za heretyka i którego zmuszał do przebywania w Konstantynopolu. Wracając, duchowni goccy przywozili ze sobą dzieła, które otrzymali lub sami napisali na Wschodzie.
Poza tym Iberia była w stałej łączności z rzymską Afryką, skąd na półwysep płynęły dzieła, idee i ludzie, którzy decydowali się na migrację do państwa Gotów. Powody tej decyzji były różne, wielu wybierało monarchię Wizygotów z obawy przed coraz silniejszymi częstszymi najazdami Berberów. Dowódcy cesarscy stawiali im opór, ale siły Konstantynopola w Afryce były coraz mniejsze, podobnie jak jego posiadłości. Wielu duchownych migrowało z powodu prześladowań, władze próbowały ich w ten sposób zmusić do swojego poglądu w tak zwanej sprawie „trzech rozdziałów”. Źródła wymieniają między innymi niejakiego opata Nanctusa, który w VI wieku, wraz ze swoimi mnichami, przybył z Afryki i otrzymał od Leowigilda ziemie w pobliżu Meridy. Mówi się również o mnichu Donacie, który założył klasztor Servitanum i towarzyszyło mu siedemdziesięciu innych mnichów ze znacznym zbiorem ksiąg. Ildefons z Toledo podaje, iż była to pierwsza regularna wspólnota monastyczna w państwie Wizygotów, ale jest to raczej mało prawdopodobne, biorąc pod uwagę silne wpływy kościoła galijskiego w północno-wschodniej części kraju. Prawdopodobnie chodziło tu o to, że był to pierwszy klasztor na południu. Część historyków przypuszcza, że rodzina braci Leandra, Fulgencjusza i Izydora z Sewilii była pochodzenia afrykańskiego, na co miałyby wskazywać ich greckie imiona. Wśród najwyższych wizygockich dostojników duchownych pochodzenia afrykańskiego był również Masona z Meridy. W Hiszpanii znano i szanowano pisma afrykańskich duchownych i uczonych takich jak Cyprian, Augustyn, Wigiliusz z Tapsos, Laktancjusz, Donat czy Fulgencjusz z Ruspe.
Prawdopodobnie to właśnie pod wpływem duchownych z Afryki kościół hiszpański zaczął dostrzegać elementy herezji ariańskiej w wierzeniach rządzących elit. Rozłam ten ujawnił się w czasie panowania Leowigilda, kiedy to król ten wszczął spór o relikwie i kościoły w Meridzie, chcąc by przypadły one jego biskupom. Dopiero od tego momentu Kościół katolicki w państwie Wizygotów zaczął stawiać opór i walczyć o swoje teologiczne racje, prawdopodobnie właśnie na skutek przepływu pism antyariańskich z Afryki.
Wiemy, że duchowieństwo hiszpańskie w niczym nie ustępowało swoim odpowiednikom z innych części Europy, ale pojawia się tu pytanie o stopień wykształcenia reszty społeczeństwa. Źródła zawierają kilka wzmianek o bibliotekach świeckich możnowładców, wydaje się więc, że w grupie tej umiejętność pisania i czytania nie była czymś rzadkim, podobnie jak szacunek do wiedzy. Wiadomo również, że przynajmniej od czasów panowania Chindaswinta istniała biblioteka królewska. Jeśli chodzi o poziom intelektualny ludzi spoza stolicy, to na razie brakuje wyników jakichś dokładniejszych badań, aby powiedzieć coś pewnego na ten temat. Badanie te są jednak aktualnie prowadzone.